# Comuna Căpușu Mare, Cluj
Căpușu Mare (în maghiară Magyarkapus, în germană Grossthoren) este o comună în județul Cluj, Transilvania, România, formată din satele Agârbiciu, Bălcești, Căpușu Mare (reședința), Căpușu Mic, Dângău Mare, Dângău Mic, Dumbrava, Păniceni și Straja.
Din punct de vedere etnografic, comuna face parte din Țara Călatei (în maghiară Kalotaszeg).

## Date geografice
Comuna este situată la poalele de nord-est ale Munților Gilău, pe râul Căpuș, în partea de vest a județului Cluj, la 25 km de Cluj-Napoca și de Huedin. Se învecinează la nord cu comuna Aghireșu și Gârbău, la sud cu Râșca, la est cu Gilău și la vest cu comunele Mănăstireni și Izvoru Crișului.
Comuna Căpușu Mare este compusă din satul Căpușu Mare, reședință de comună, și satele Agârbiciu, Bălcești, Căpușu Mic, Dângău Mare, Dângău Mic, Dumbrava, Păniceni și Straja. Se întinde pe o suprafață de 58,5 km2.
Relieful este unul de deal și munte, comuna fiind situată în zona de legătură dintre Dealurile Căpușului și Munții Gilăului.
Comuna este traversată de râul Căpuș și de valea Râștii.
Altitudinea medie: 468 m.

## Date economice
La sud de Căpușu Mic s-a aflat singurul zăcământ de fier (astăzi epuizat) de origine sedimentară din România, format din limonit și siderit oolitic. Zăcământul de fier a fost descoperit în anul 1960 de către cercetătorii Stoicovici Eugen și Mureșan Ioan de la Universitatea Babeș-Bolyai Cluj în formațiuni sedimentare eocene.
Pentru prepararea minereului s-a construit o fabrică în Căpușu Mare, care după epuizarea resurselor locale și al celor regionale (fier la Băișoara, feldspat la Muntele Rece) a fost închisă.
Exploatarea de fier de la Căpușu Mic a fost de suprafață (carieră). Din această activitate au rezultat peste 1000 ha halde de steril, care vor trebui renaturalizate.
Funcționarea acestei exploatări a fost scurtă (1962-1985).

## Date demografice
Componența etnică a comunei Căpușu Mare
     Români (59,95%)
     Maghiari (30,8%)
     Romi (6,49%)
     Alte etnii (0,12%)
     Necunoscută (2,64%)
Componența confesională a comunei Căpușu Mare
     Ortodocși (61,92%)
     Reformați (27,99%)
     Baptiști (3,13%)
     Penticostali (1,42%)
     Alte religii (2,35%)
     Necunoscută (3,19%)
Conform recensământului efectuat în 2021, populația comunei Căpușu Mare se ridică la 3.451 de locuitori, în creștere față de recensământul anterior din 2011, când fuseseră înregistrați 3.295 de locuitori. Majoritatea locuitorilor sunt români (59,95%), cu minorități de maghiari (30,8%) și romi (6,49%), iar pentru 2,64% nu se cunoaște apartenența etnică. Din punct de vedere confesional, majoritatea locuitorilor sunt ortodocși (61,92%), cu minorități de reformați (27,99%), baptiști (3,13%) și penticostali (1,42%), iar pentru 3,19% nu se cunoaște apartenența confesională.

## Politică și administrație
Comuna Căpușu Mare este administrată de un primar și un consiliu local compus din 11 consilieri. Primarul, Gheorghe Iancu[*], de la Partidul Național Liberal, este în funcție din 2012. Începând cu alegerile locale din 2024, consiliul local are următoarea componență pe partide politice:
|  | Partid                                 | Consilieri | Componența Consiliului | Componența Consiliului | Componența Consiliului | Componența Consiliului |
|  | -------------------------------------- | ---------- | ---------------------- | ---------------------- | ---------------------- | ---------------------- |
|  | Uniunea Democrată Maghiară din România | 4          |                        |                        |                        |                        |
|  | Partidul Național Liberal              | 3          |                        |                        |                        |                        |
|  | Partidul Social Democrat               | 2          |                        |                        |                        |                        |
|  | Alianța pentru Unirea Românilor        | 1          |                        |                        |                        |                        |
|  | Forța Dreptei                          | 1          |                        |                        |                        |                        |

### Evoluție istorică
De-a lungul timpului populația comunei a evoluat astfel:
Căpușu Mare - evoluția demografică

|  | Graficele sunt indisponibile din cauza unor probleme tehnice. Mai multe informații se găsesc la Phabricator și la wiki-ul MediaWiki. |

Date: Recensăminte sau birourile de statistică - grafică realizată de Wikipedia

## Istoric
Prima menționare documentară a satului Căpușu Mare este din 1282.

## Lăcașuri de cult
- Biserica Reformată-Calvină din Căpușu Mare (sec. XIII−XIV). Ferestrele sudice și portalul vestic (cu decorațiuni florale) au păstrat stilul original romanic.
- Biserica Ortodoxă de lemn "Sf. Treime" din Agârbiciu (sec. XVI, pictura din 1801-1818).
- Biserica Ortodoxă de lemn "Sf. Gheorghe" din Dângău Mare (sec. XVII).
- Biserica Ortodoxă de lemn "Pogorârea Sfântului Duh" din Dângău Mic (sec. XVII).
- Biserica Ortodoxă de lemn "Sf. Arhangheli Mihail și Gavriil" din Păniceni (1730).
- Biserica Ortodoxă de lemn "Adormirea Maicii Domnului" din Bălcești (sec. XVIII).

## Obiective turistice
- Cheile Păniceni.
- Valea Căpușului (zonă peisagistică protejată).

## Imagini

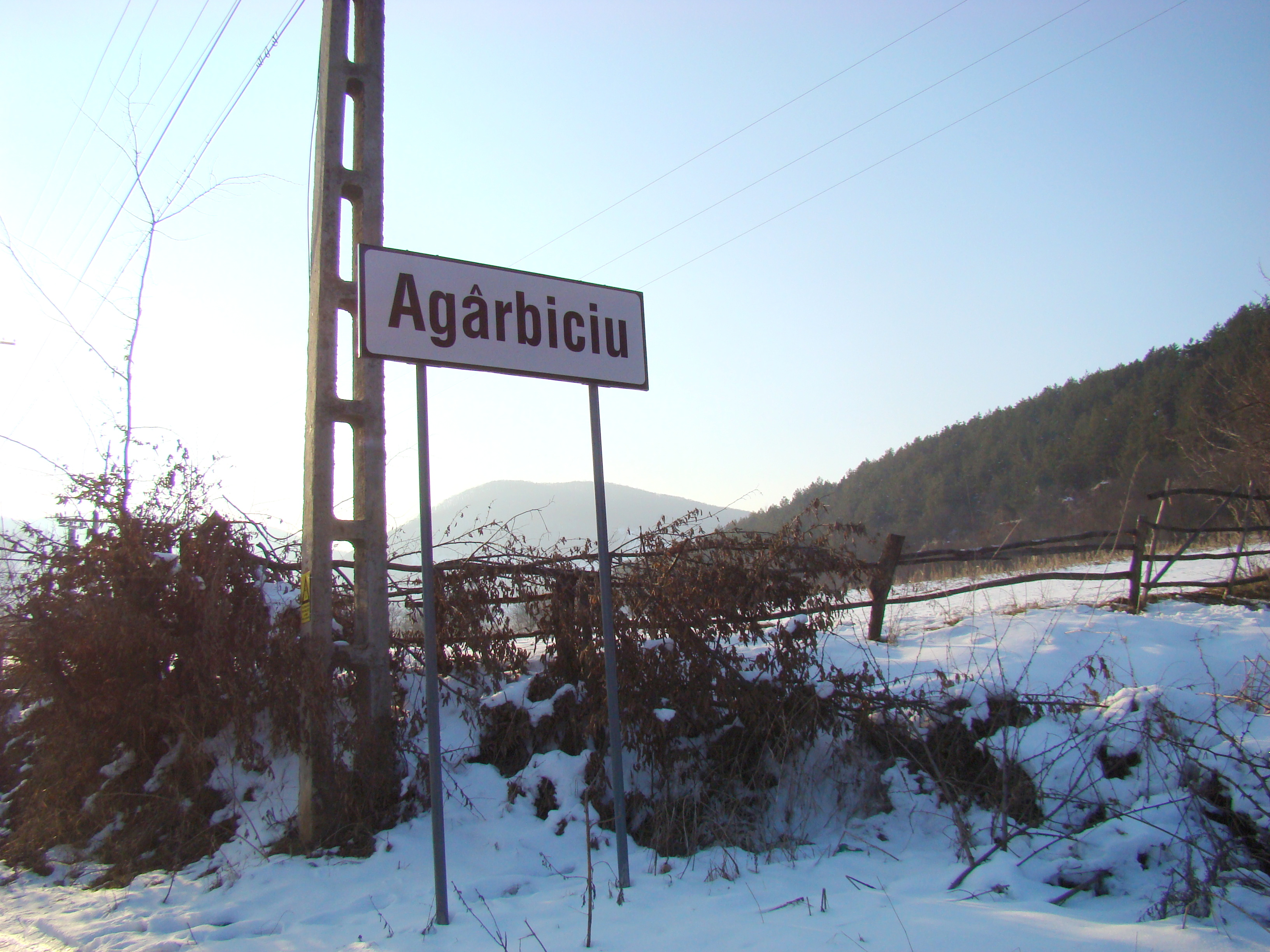
Agârbiciu
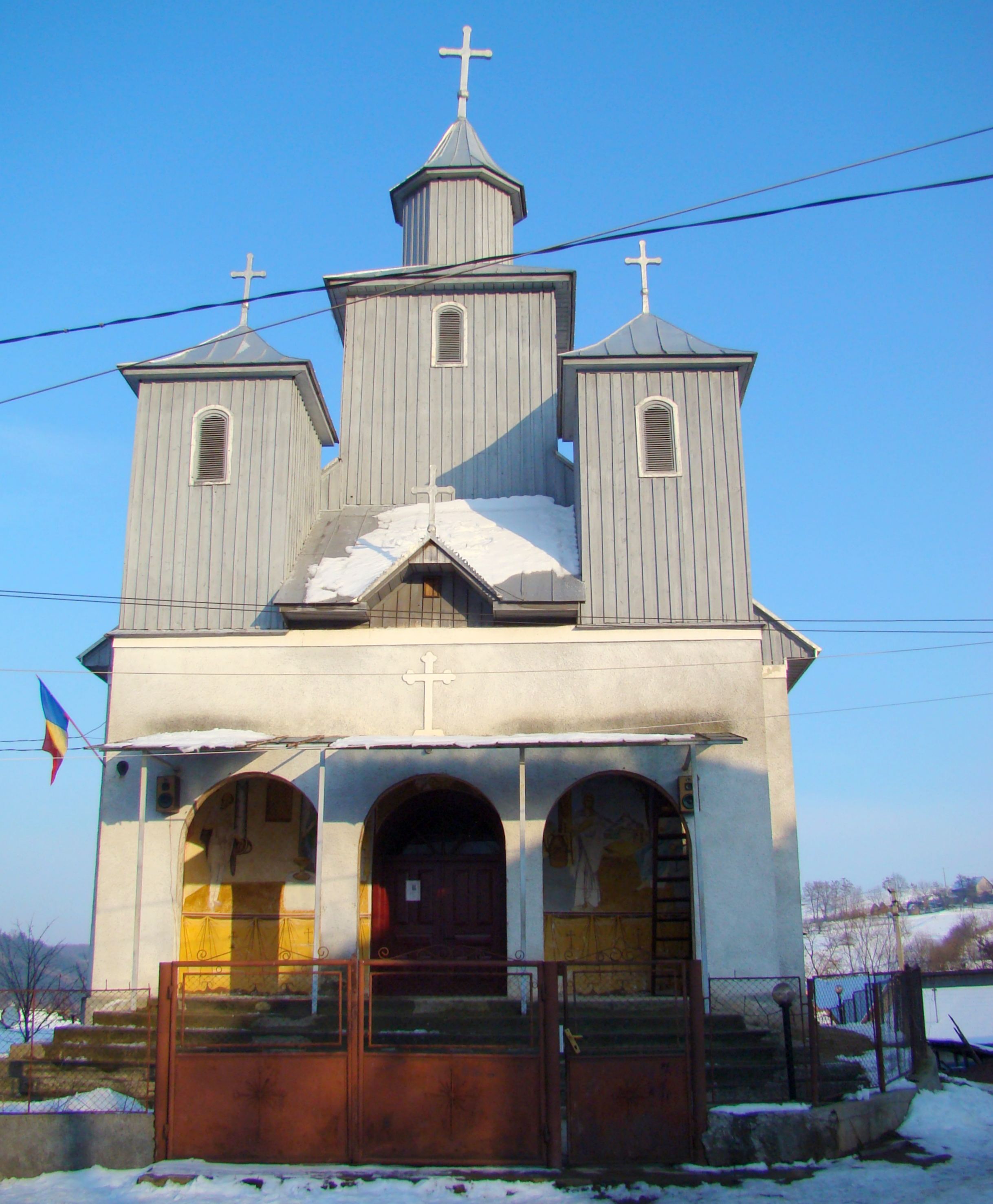
Biserica Nașterea Maicii Domnului din Agârbiciu
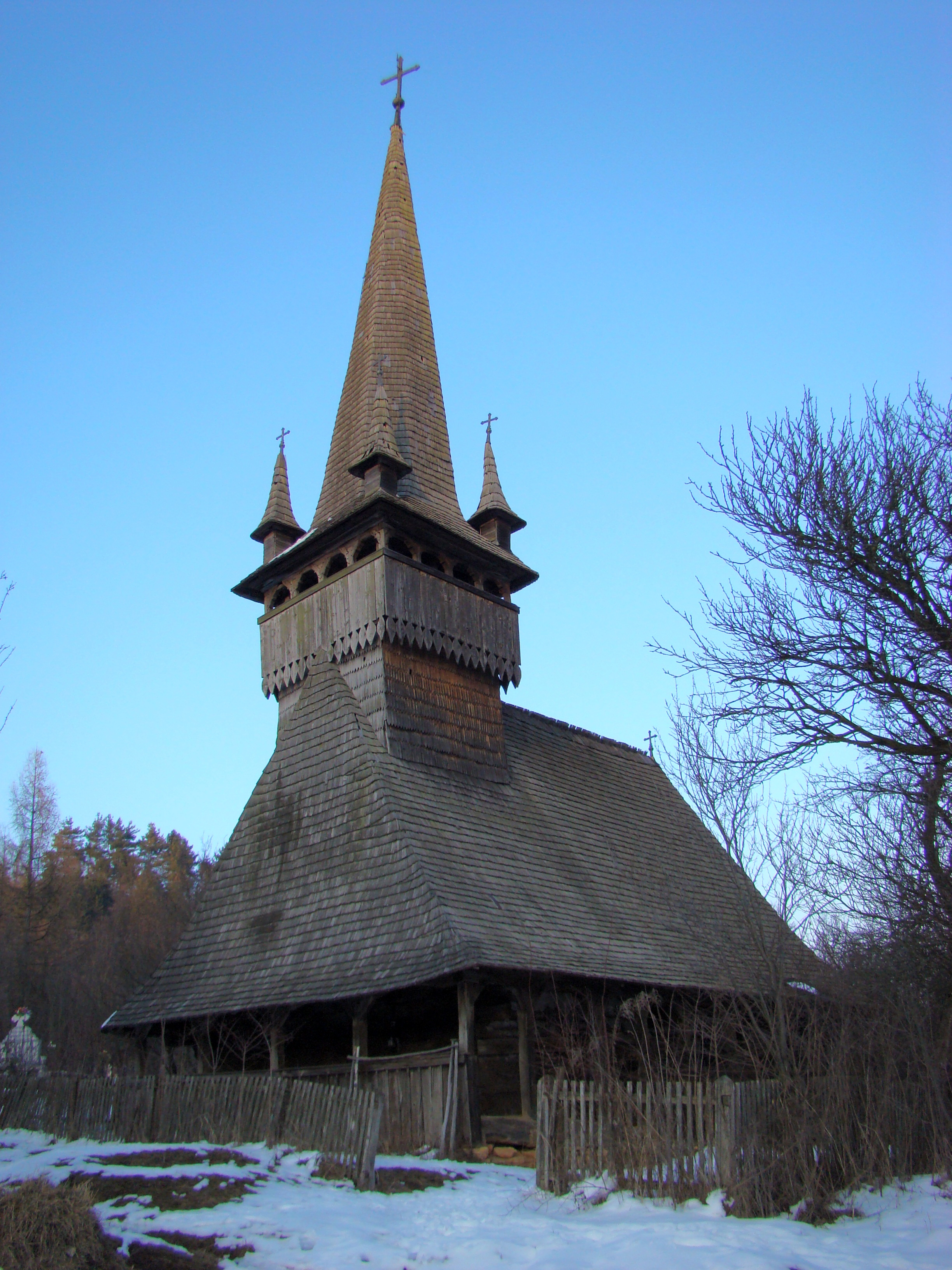
Biserica de lemn din satul Agârbiciu (monument istoric)
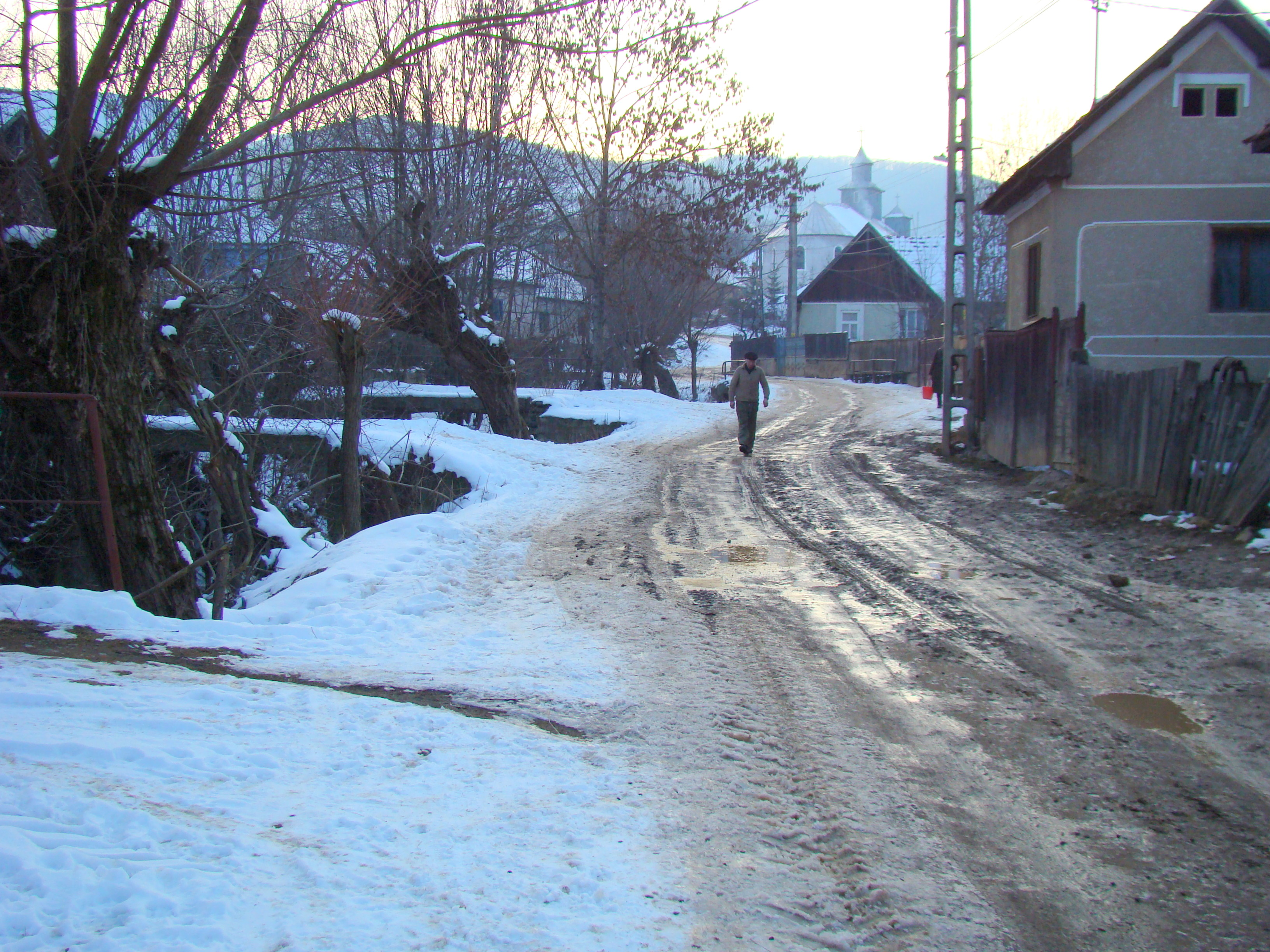
Agârbiciu
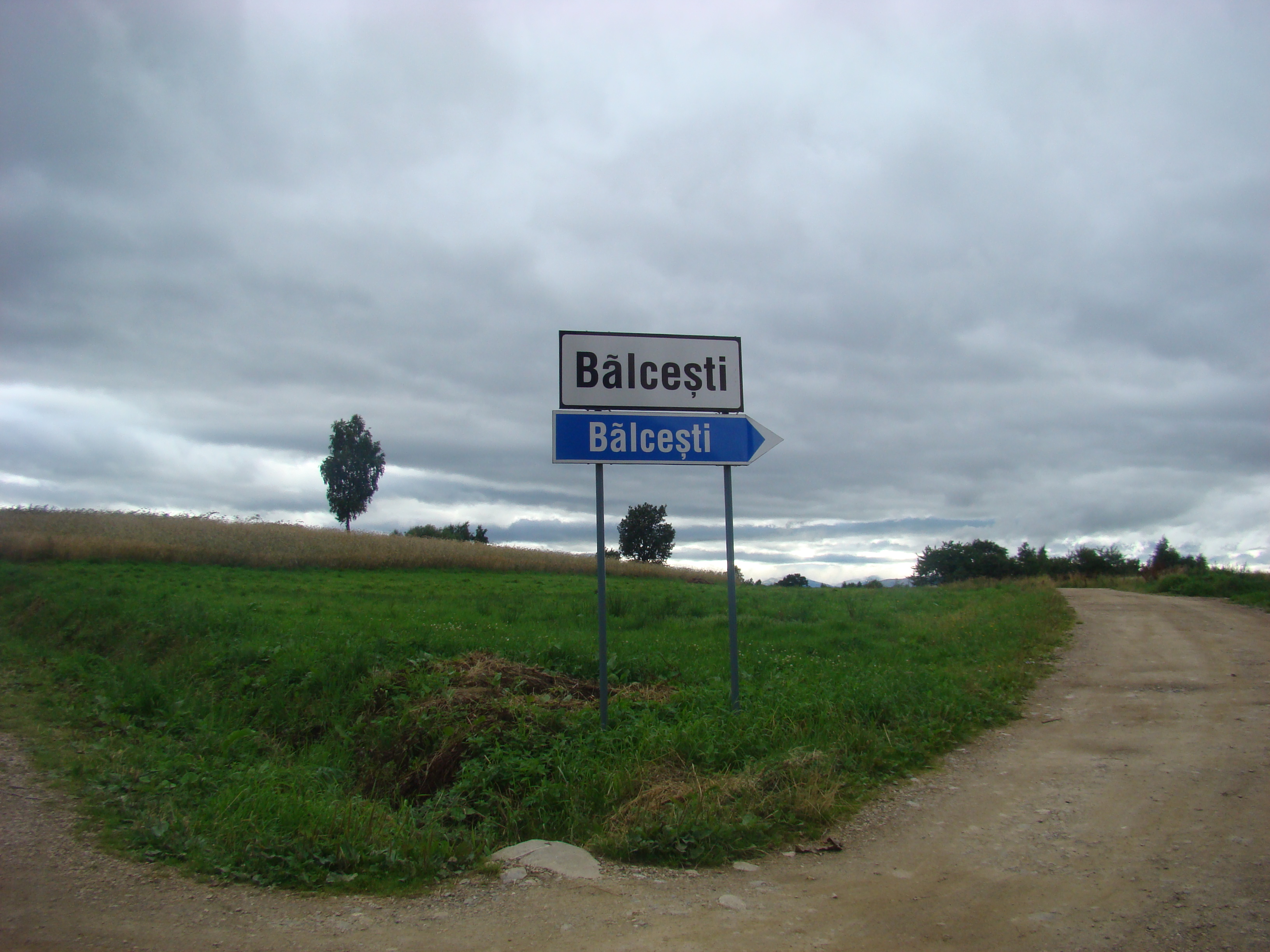
Bălcești
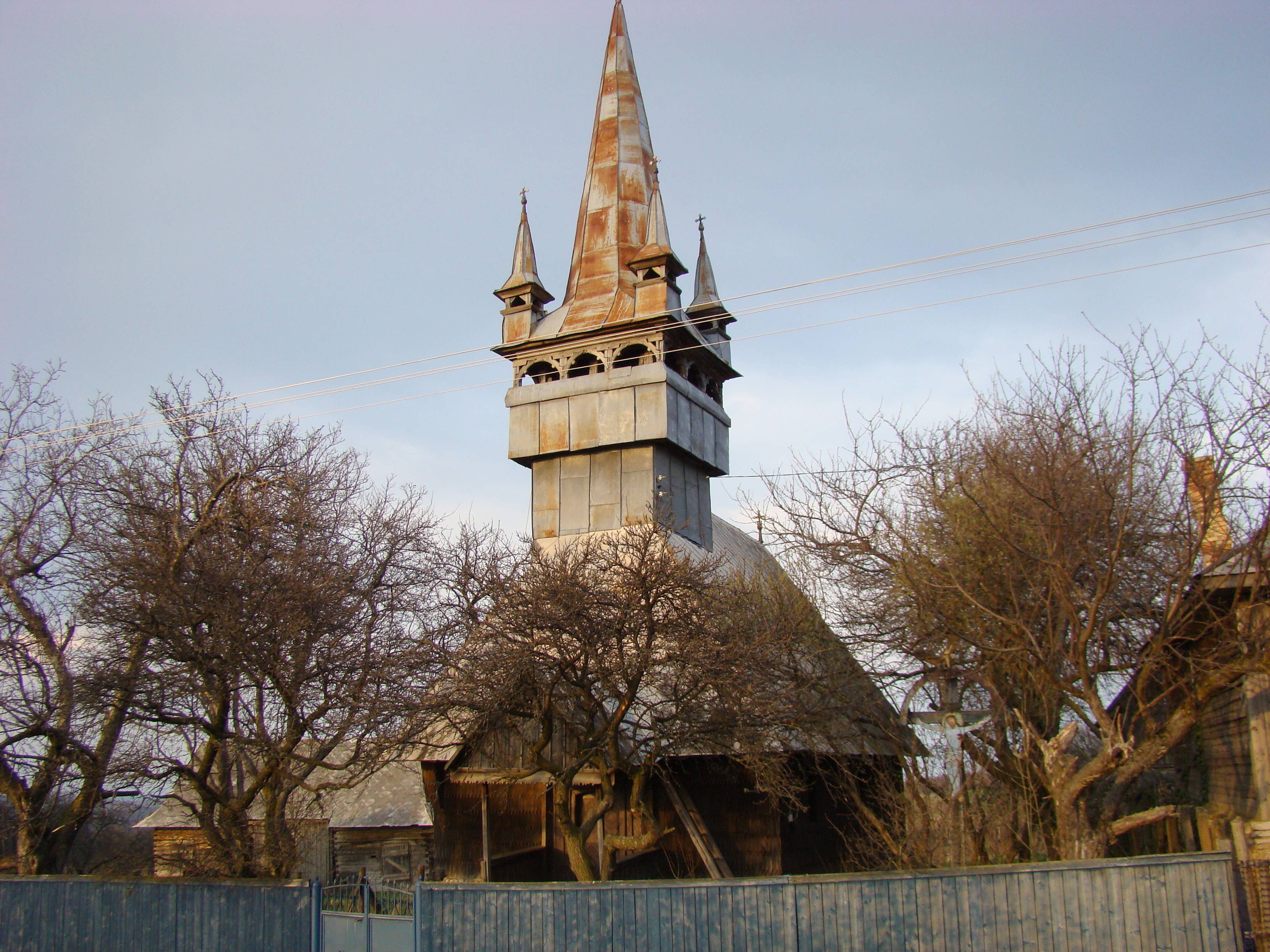
Biserica de lemn din satul Bălcești (monument istoric)
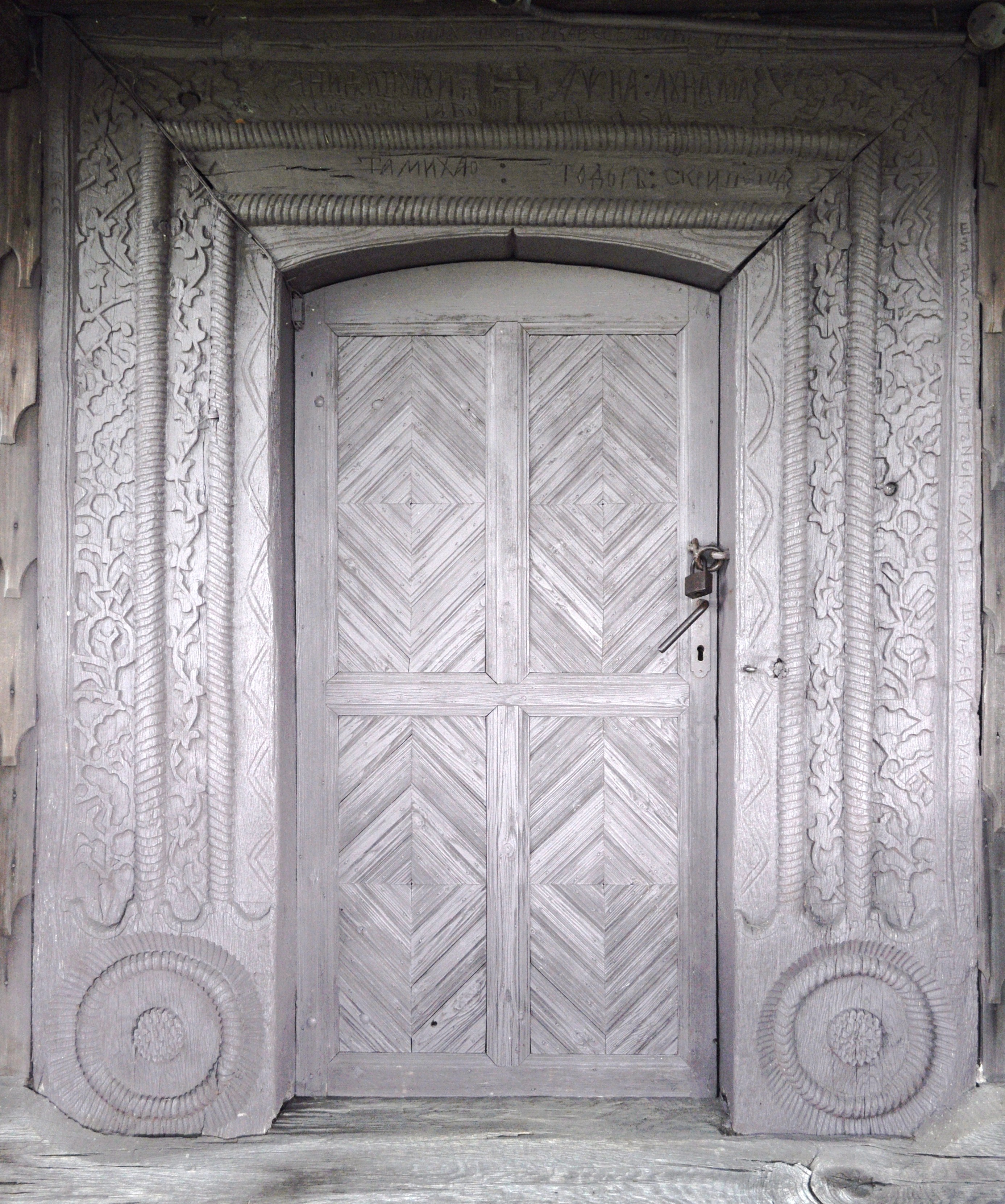
Portalul bisericii de lemn din satul Bălceşti
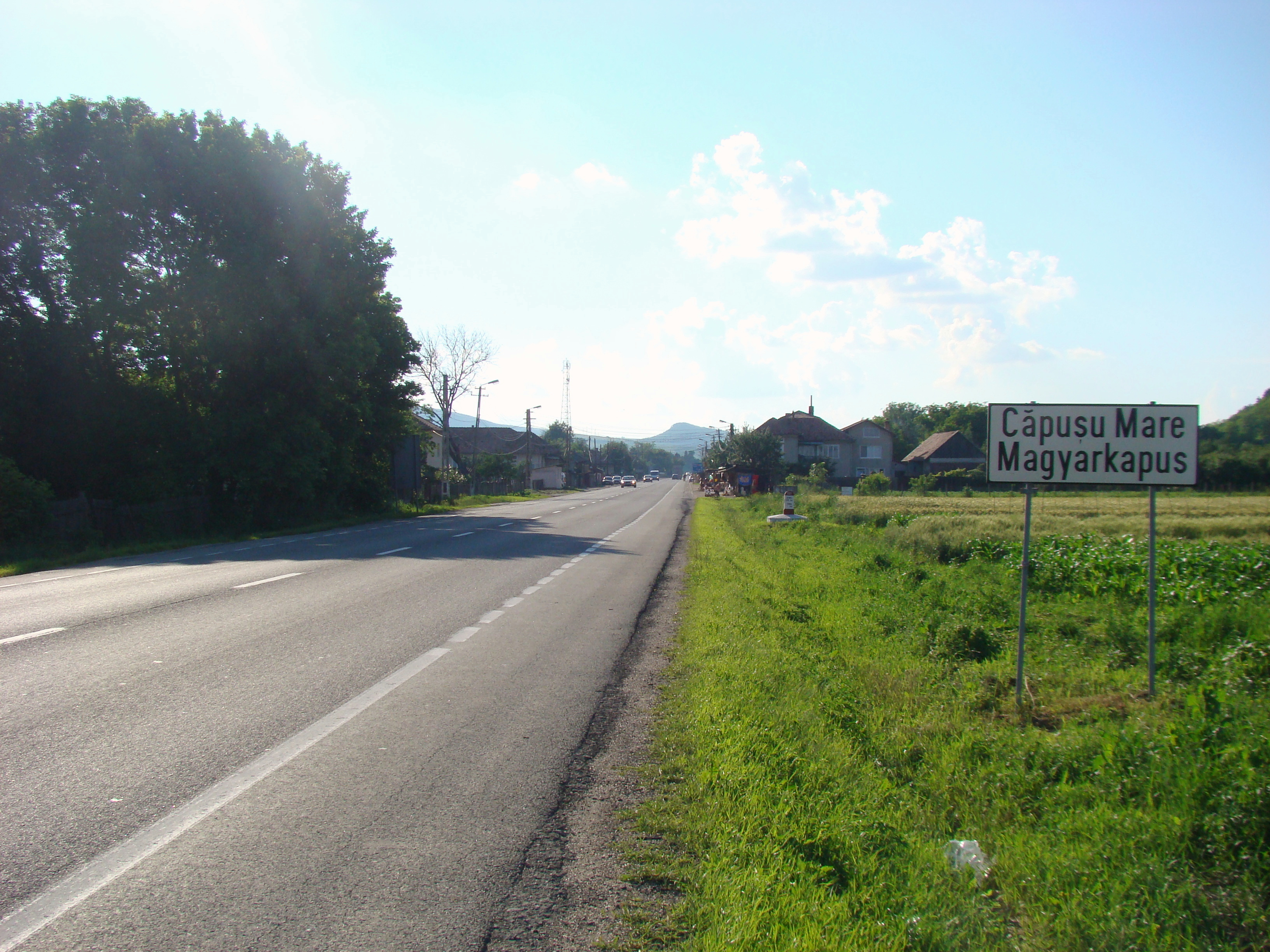
Căpușu Mare
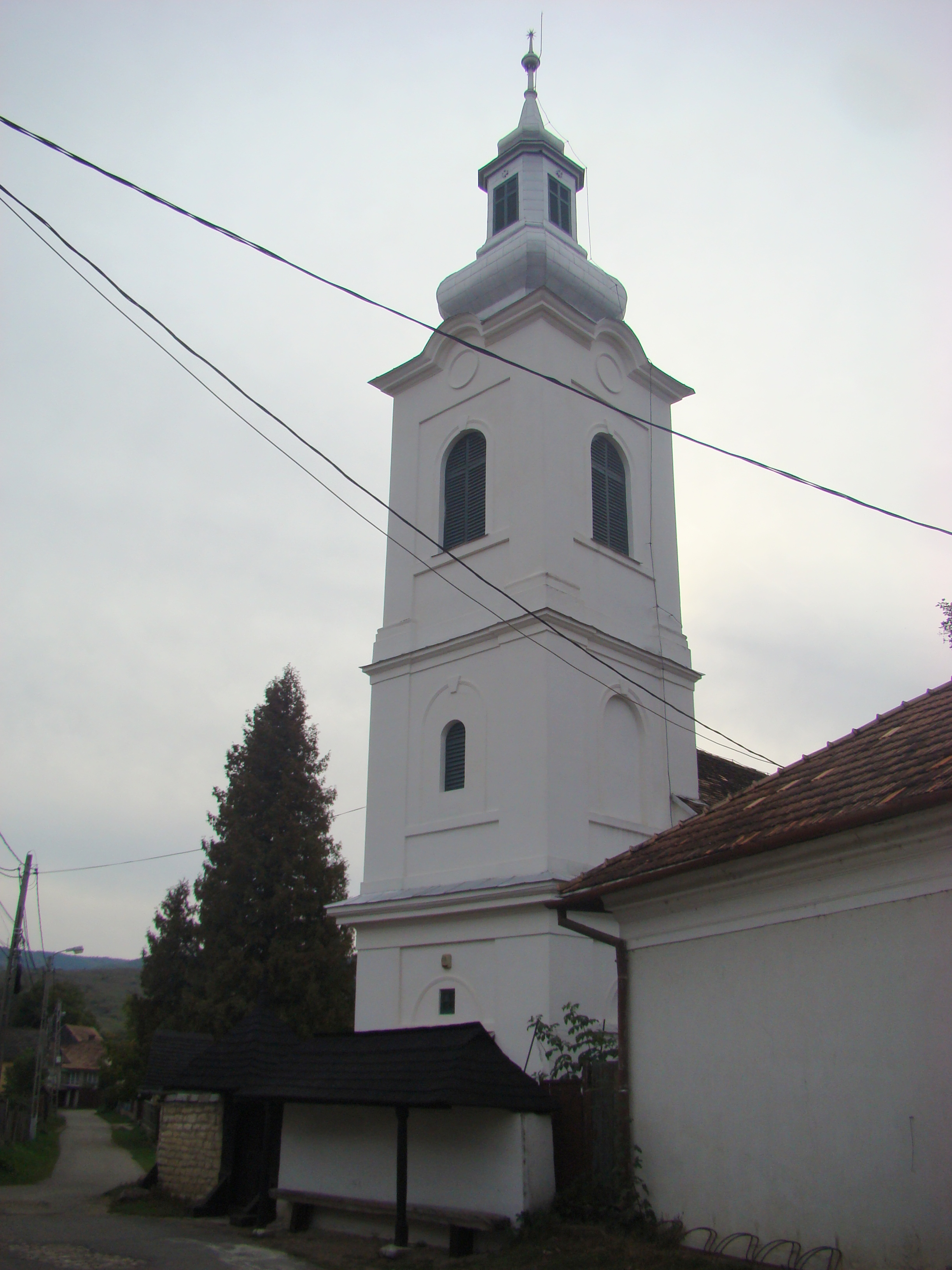
Biserica reformată din satul Căpușu Mare (monument istoric)
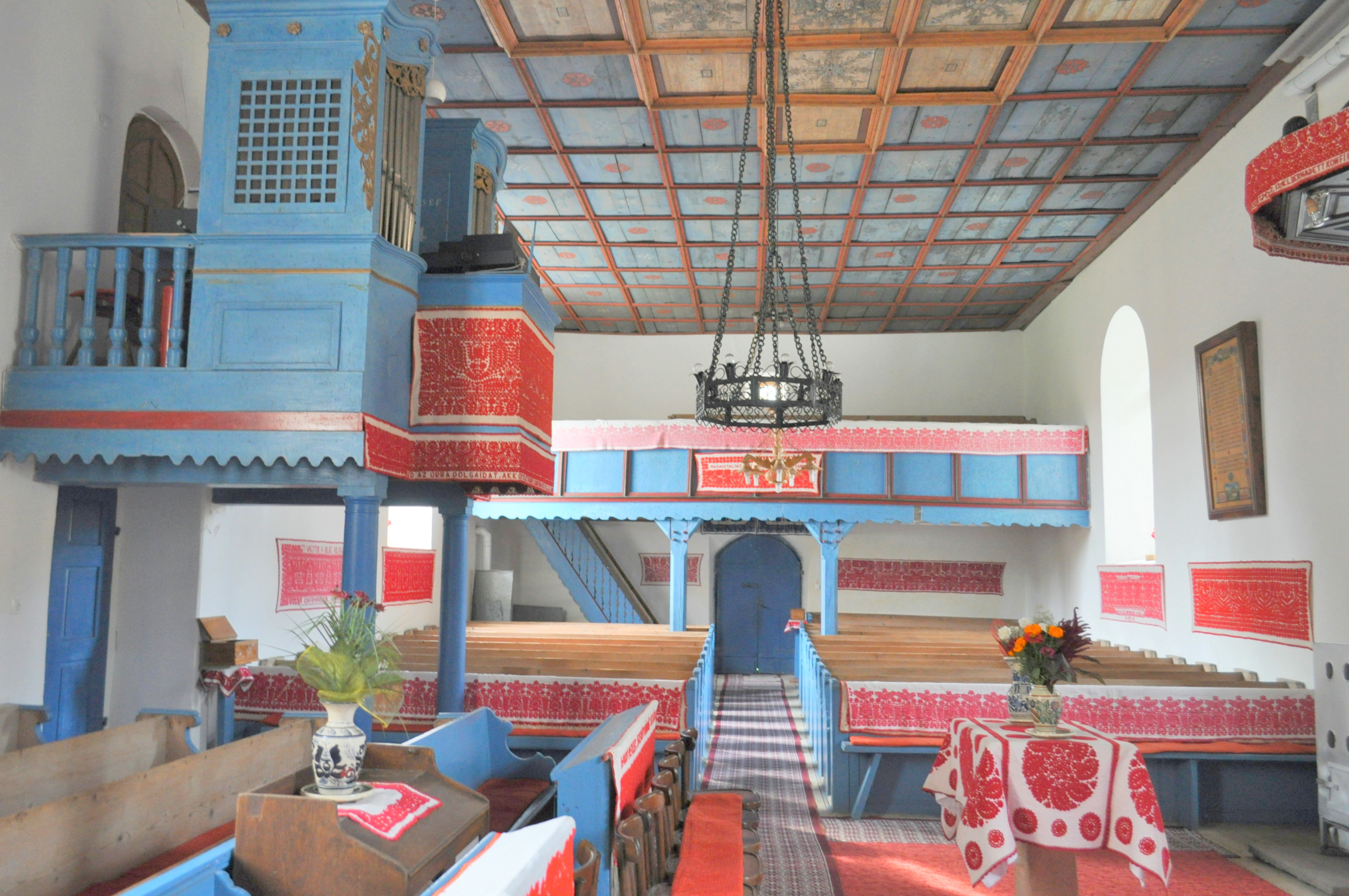
Biserica reformată din satul Căpușu Mare (monument istoric)
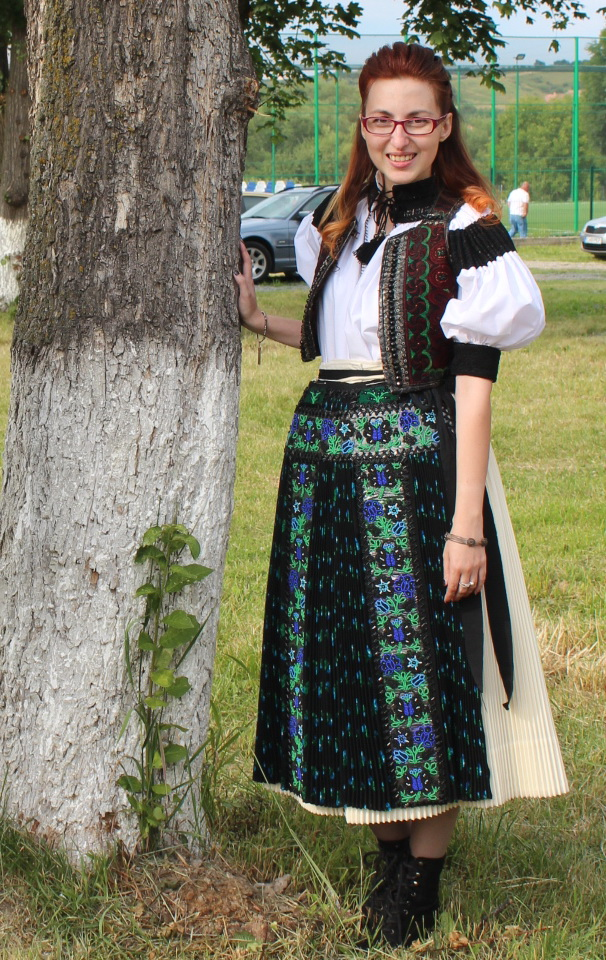
Costum popular maghiar din Căpușu Mare
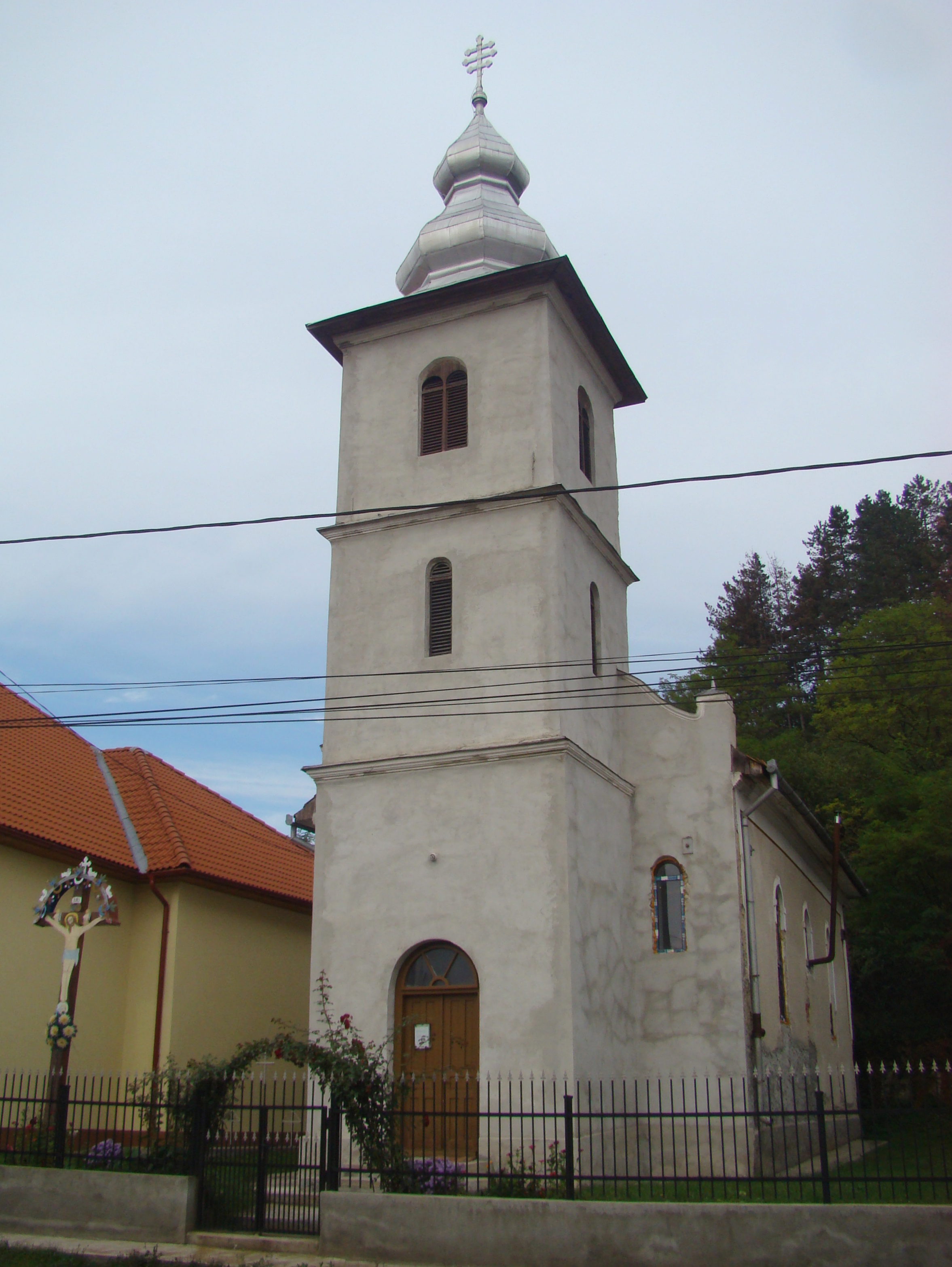
Biserica ortodoxă „Înălțarea Sfintei Cruci”
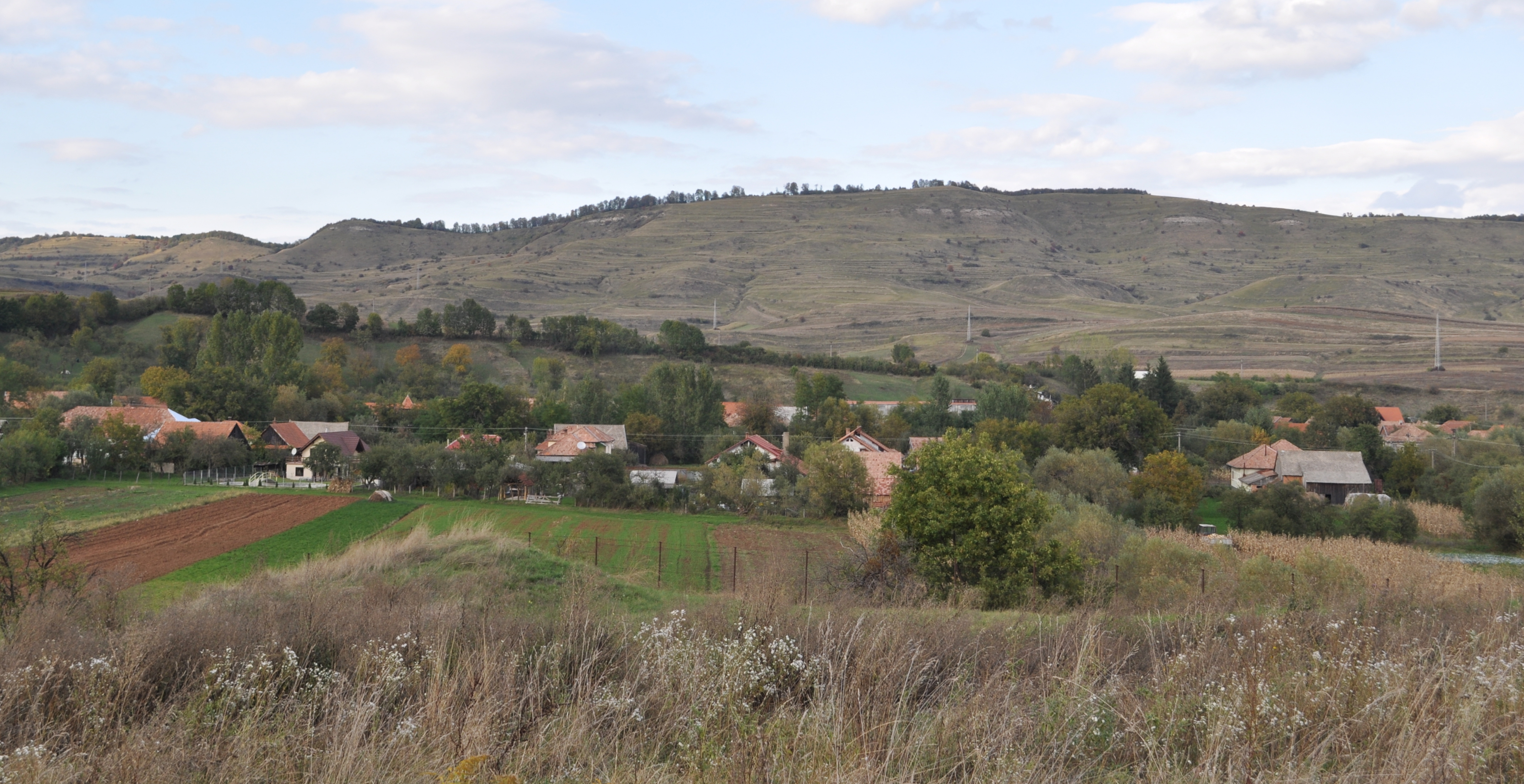
Satul Căpuşu Mic
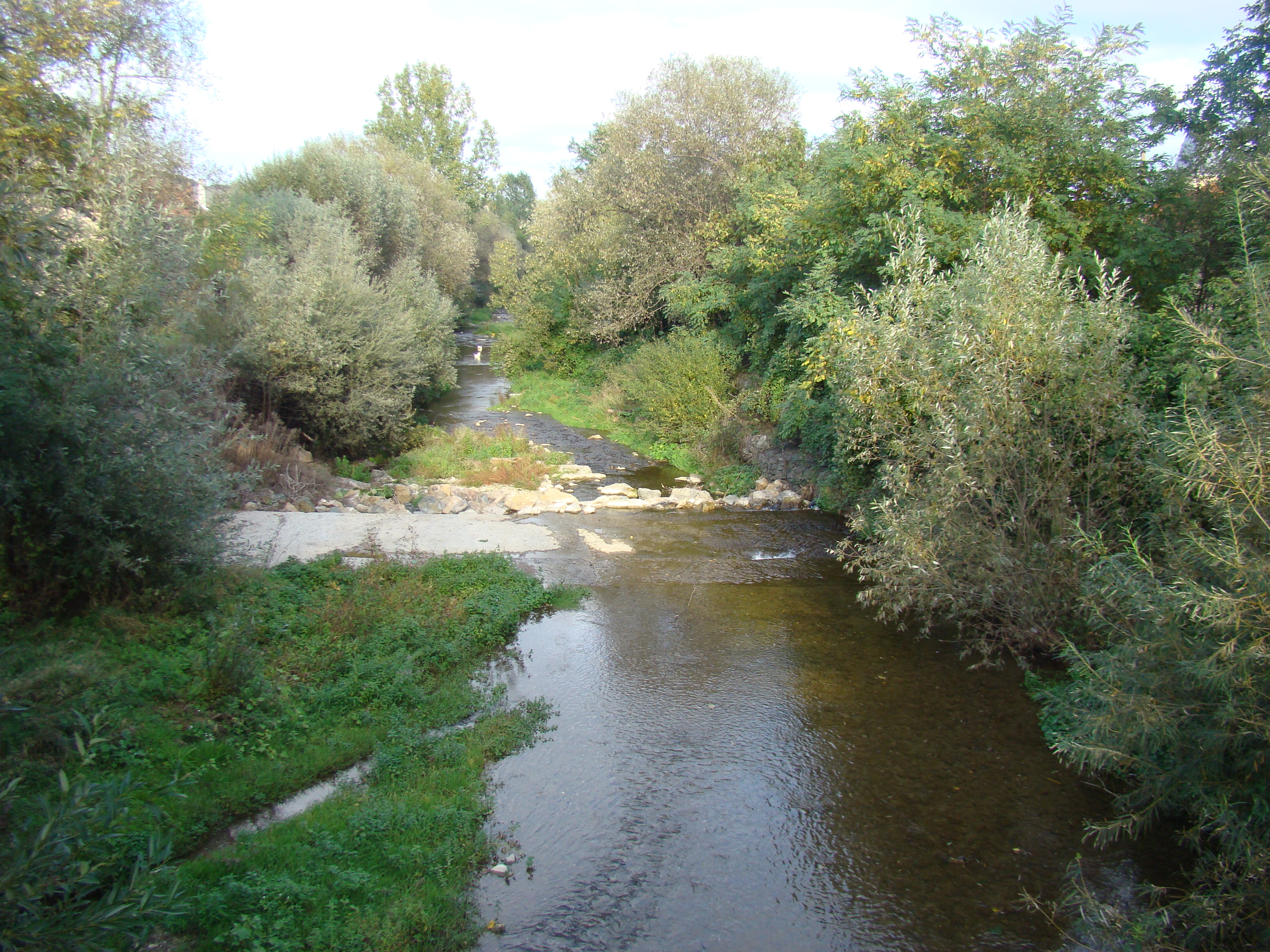
Râul Căpuș
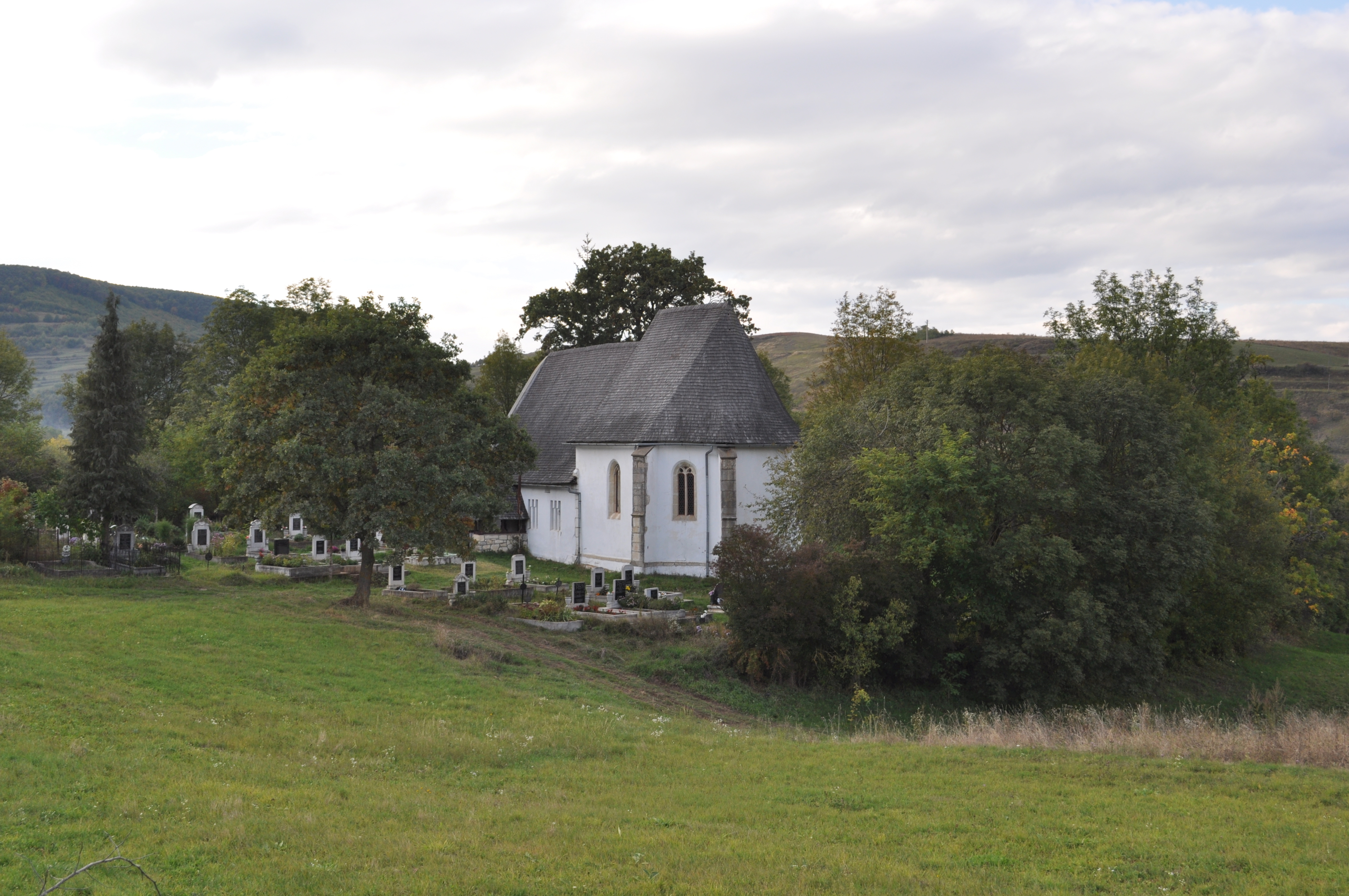
Biserica reformată din satul Căpușu Mic (monument istoric)
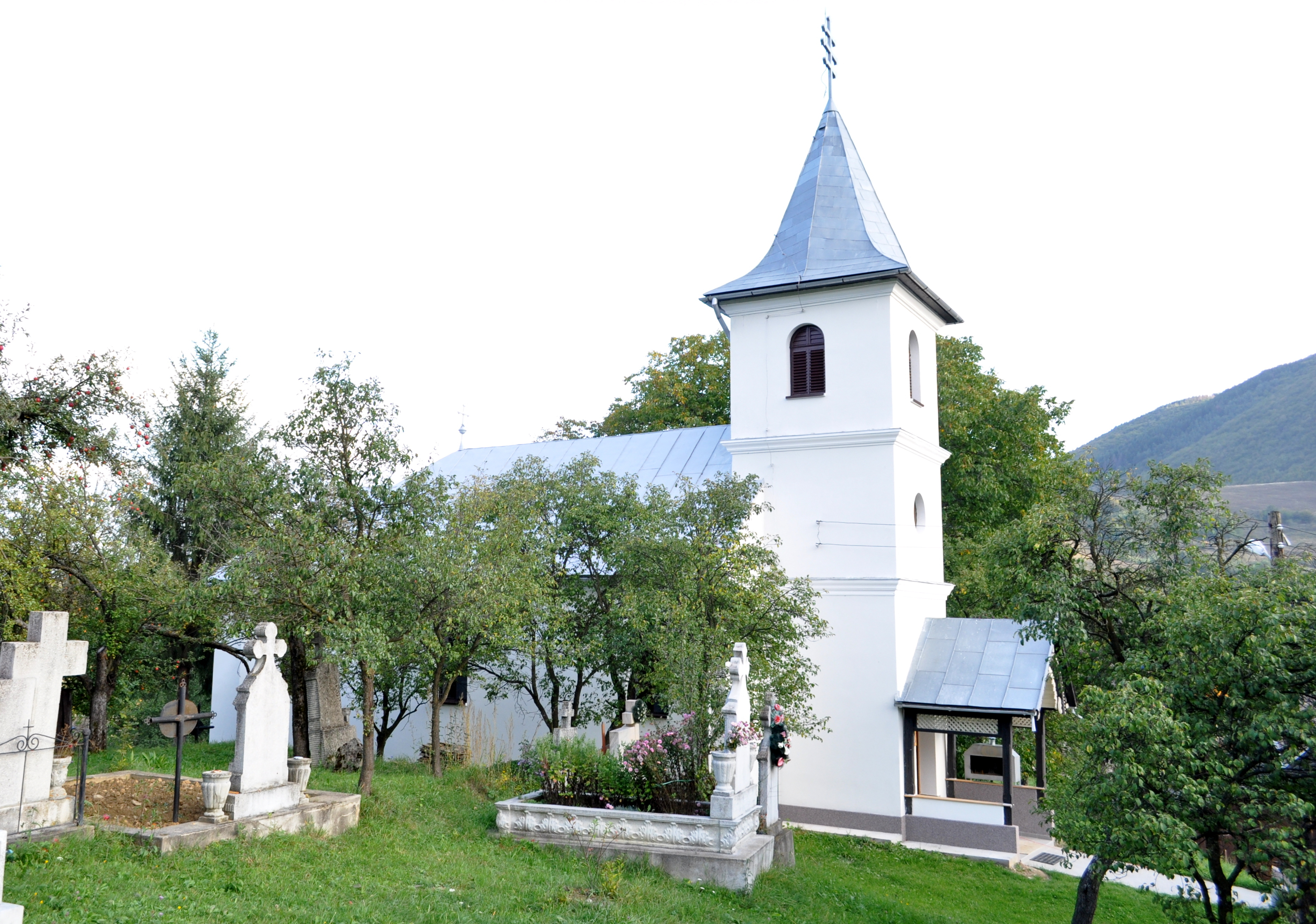
Biserica ortodoxă „Sfântul Ierarh Nicolae” (1925)
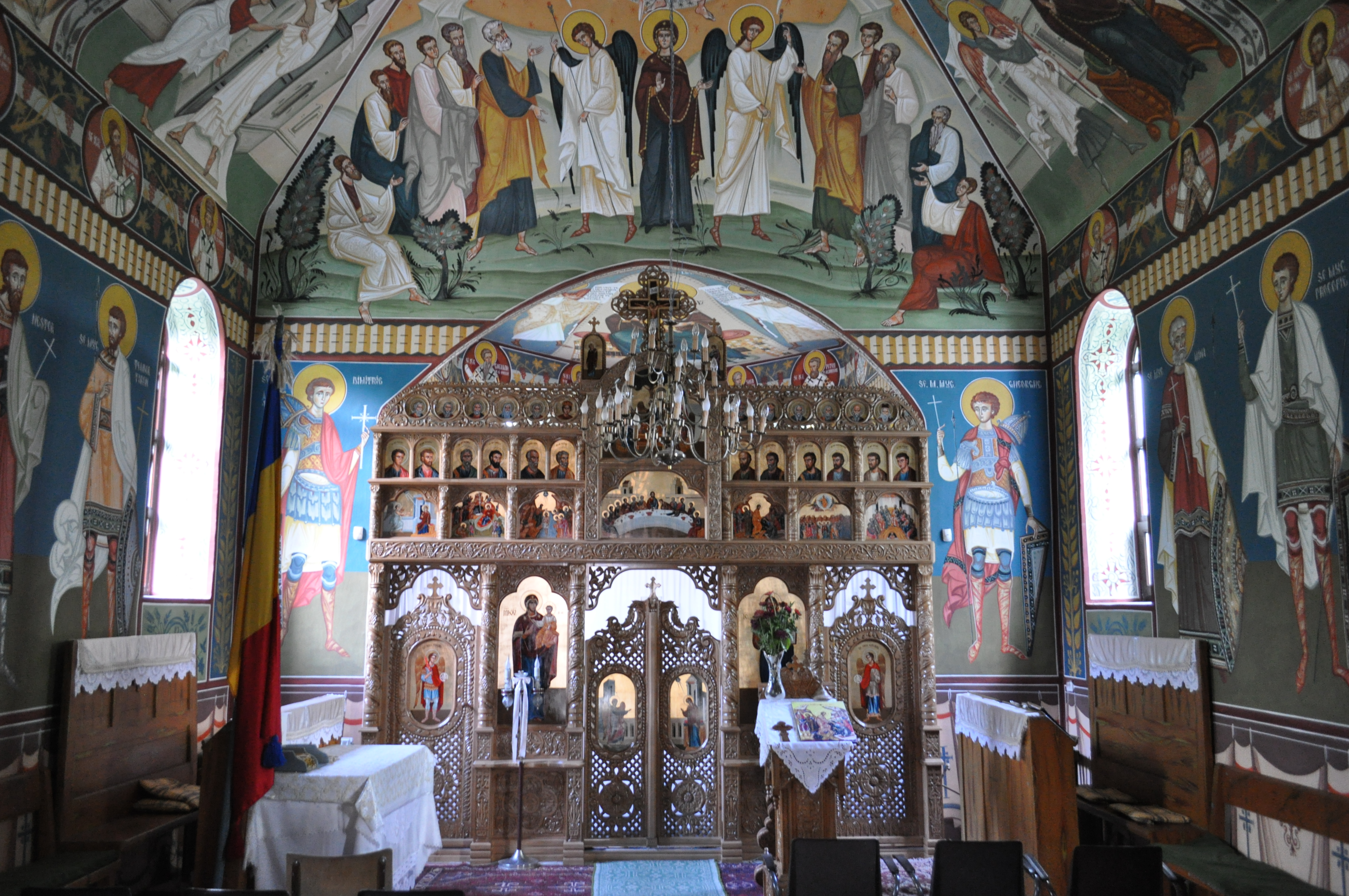
Biserica ortodoxă „Sfântul Ierarh Nicolae” (nava spre iconostas)
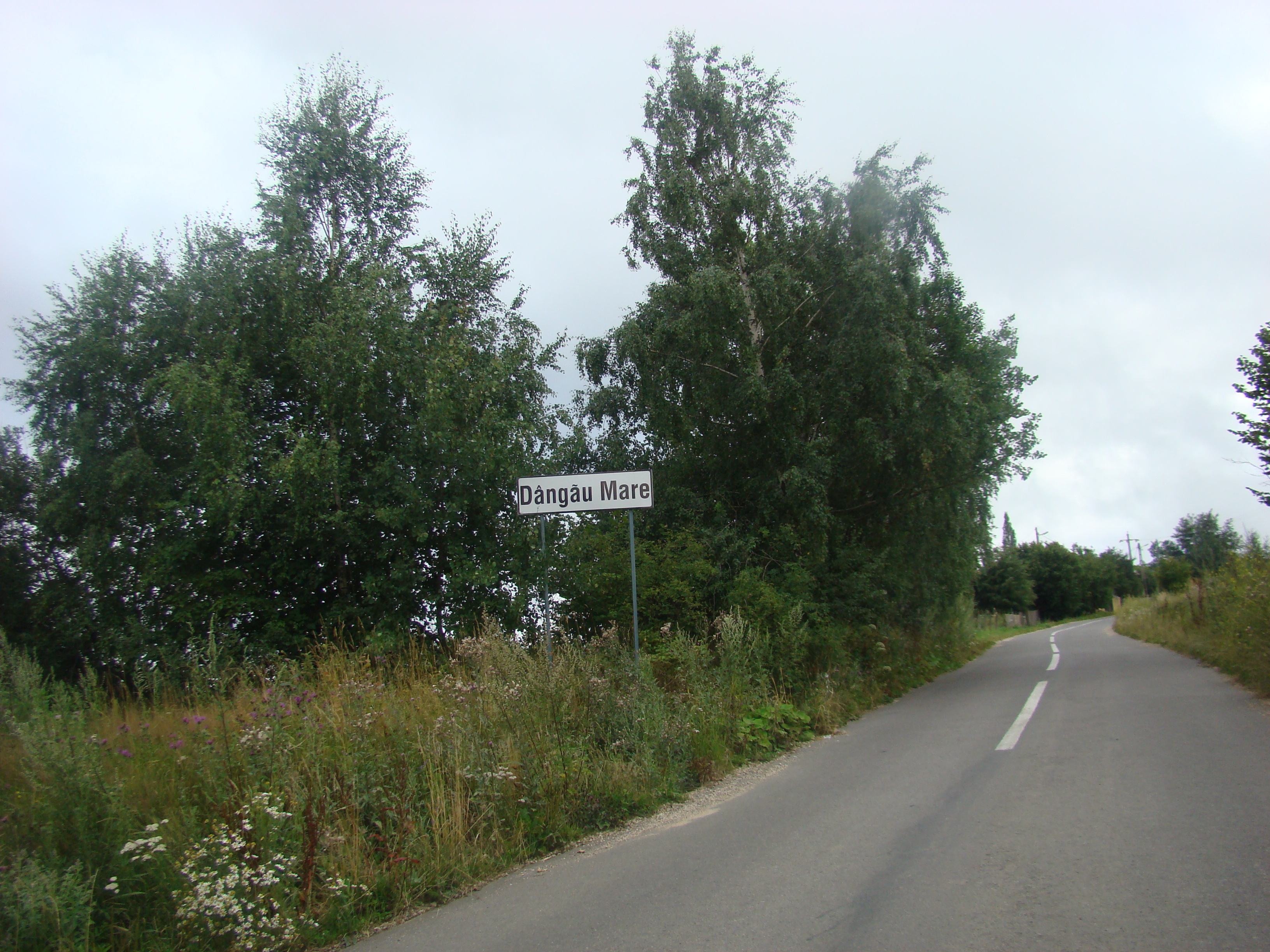
Dângău Mare
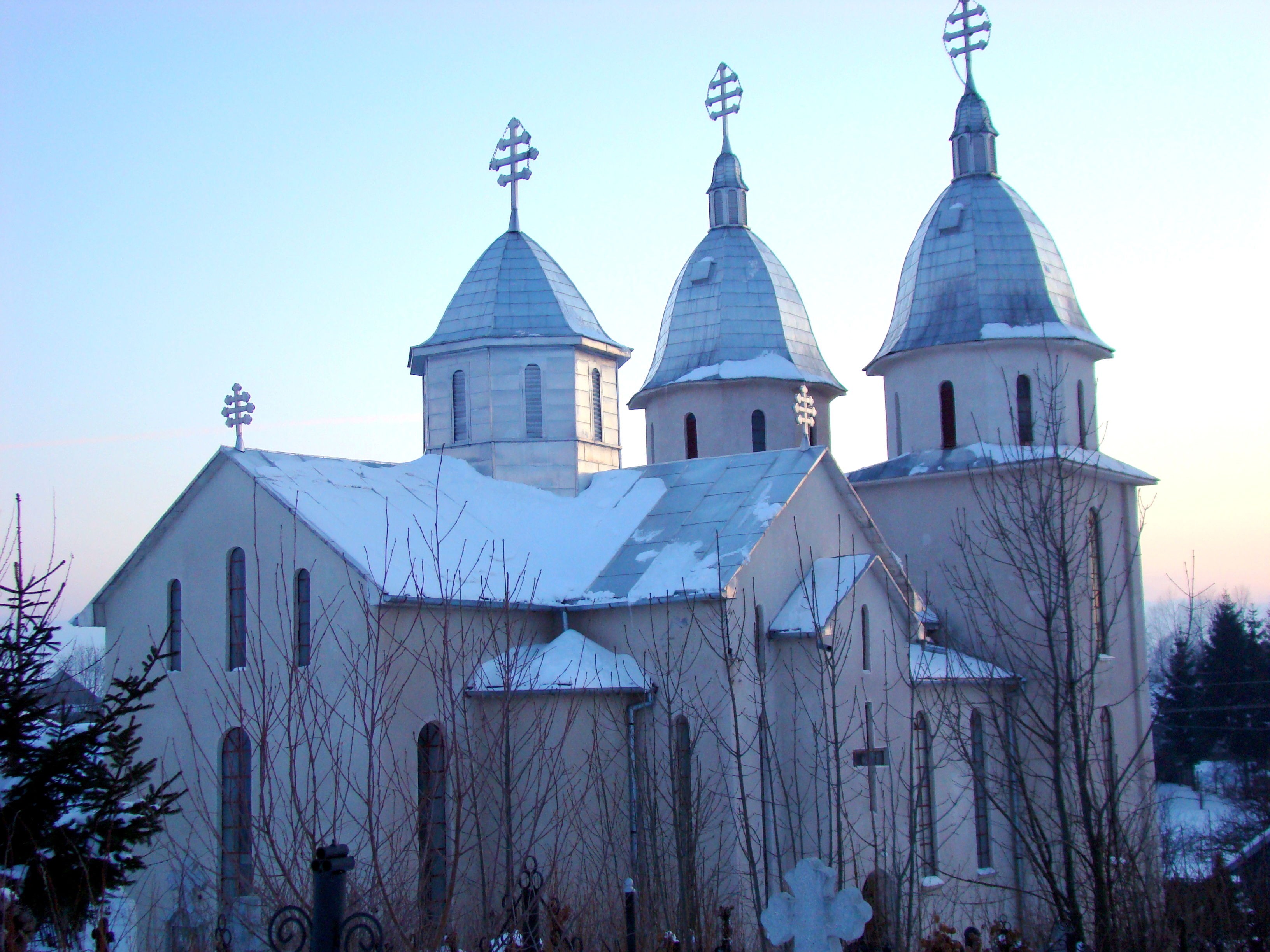
Biserica ortodoxă
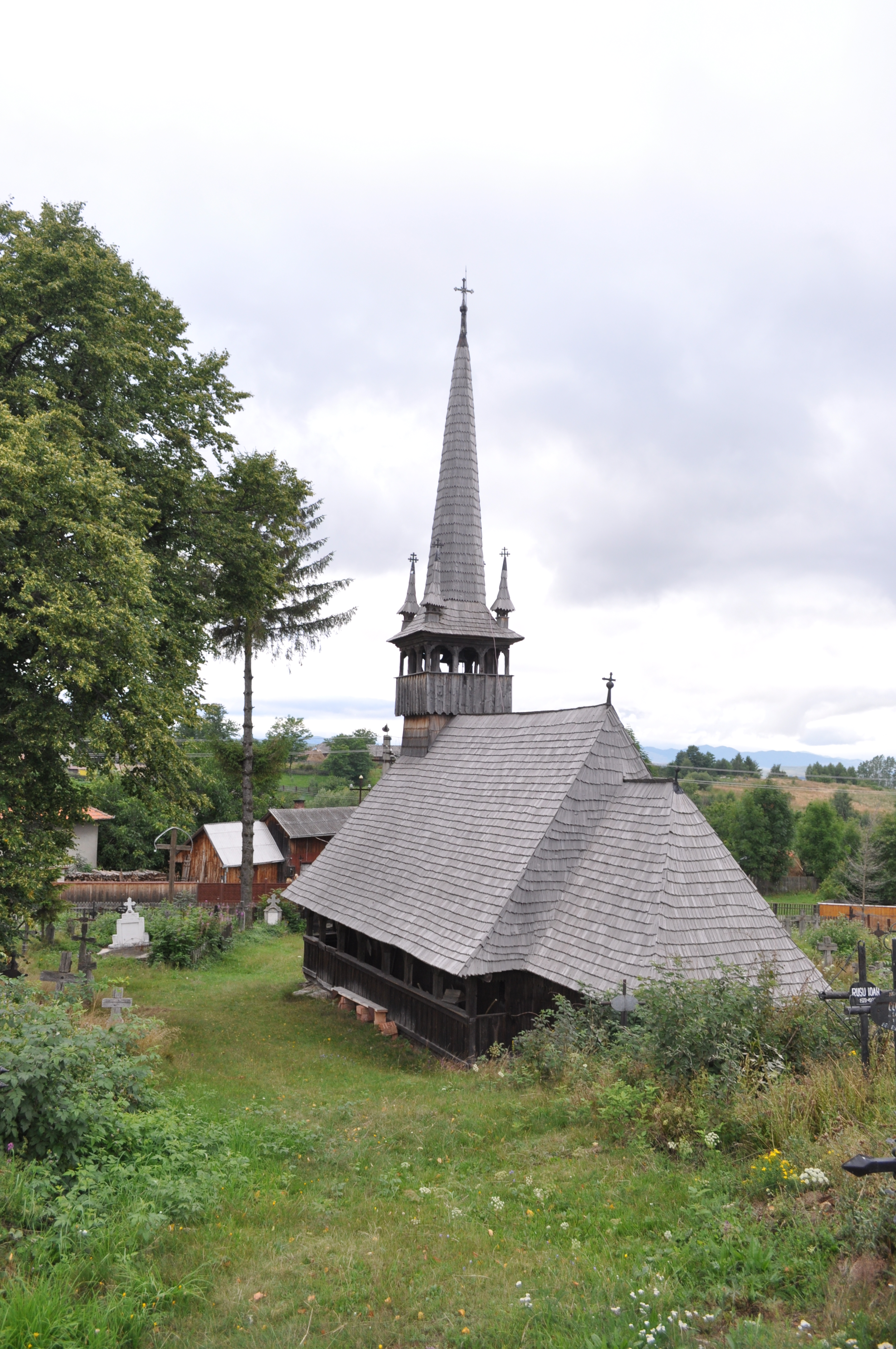
Biserica de lemn din satul Dângău Mare (monument istoric)
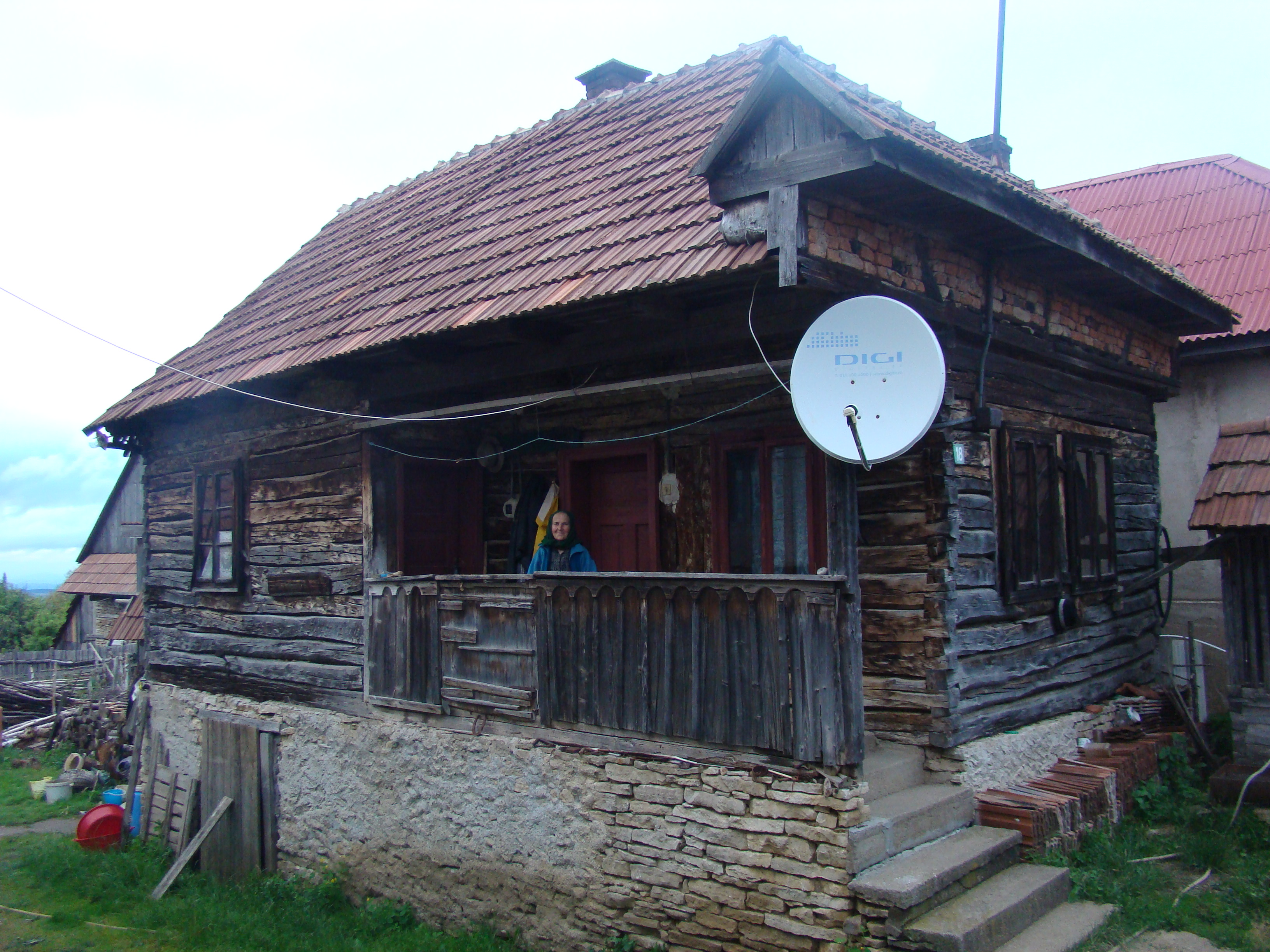
Dângău Mic
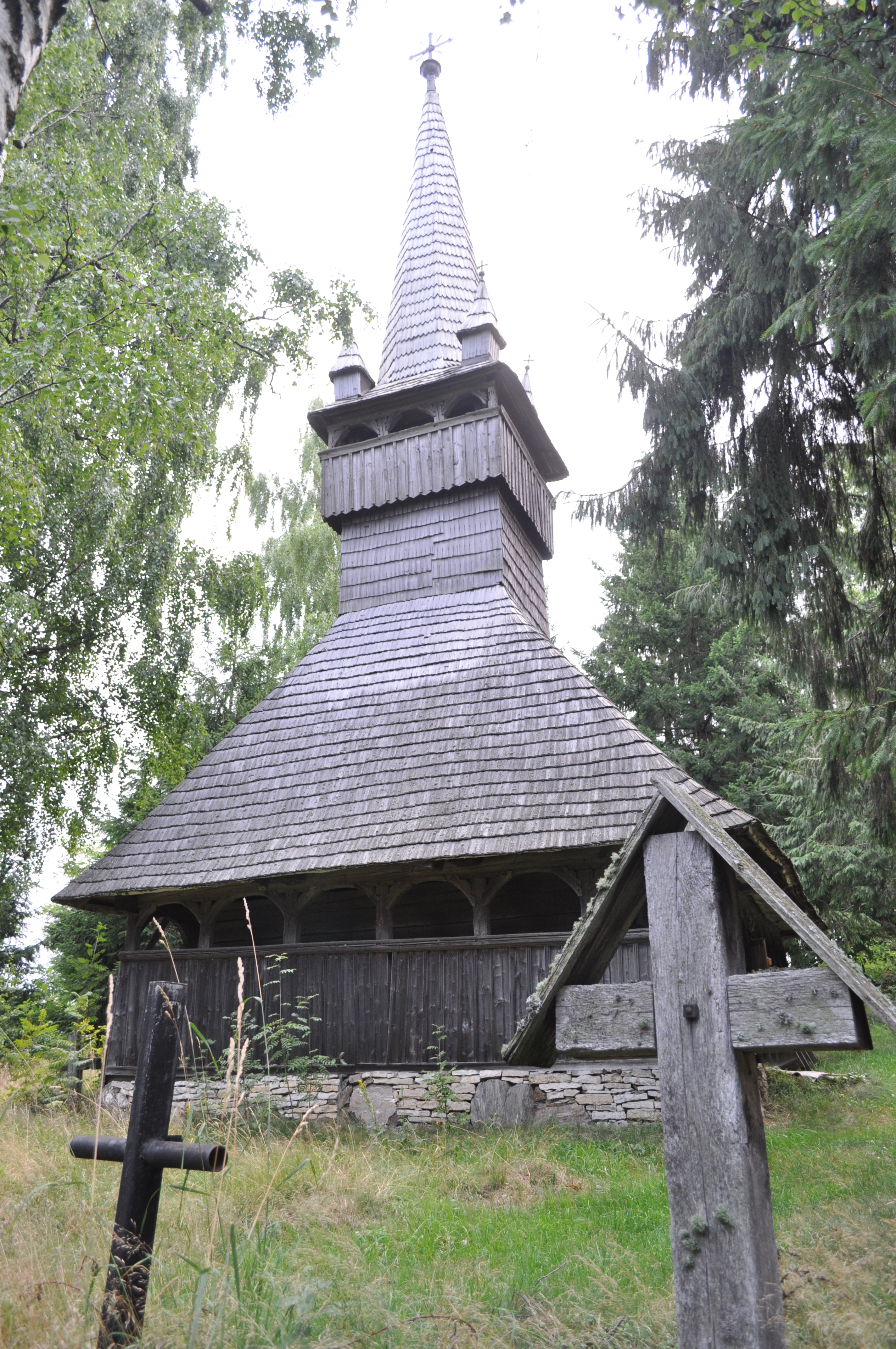
Biserica de lemn din satul Dângău Mic (monument istoric)
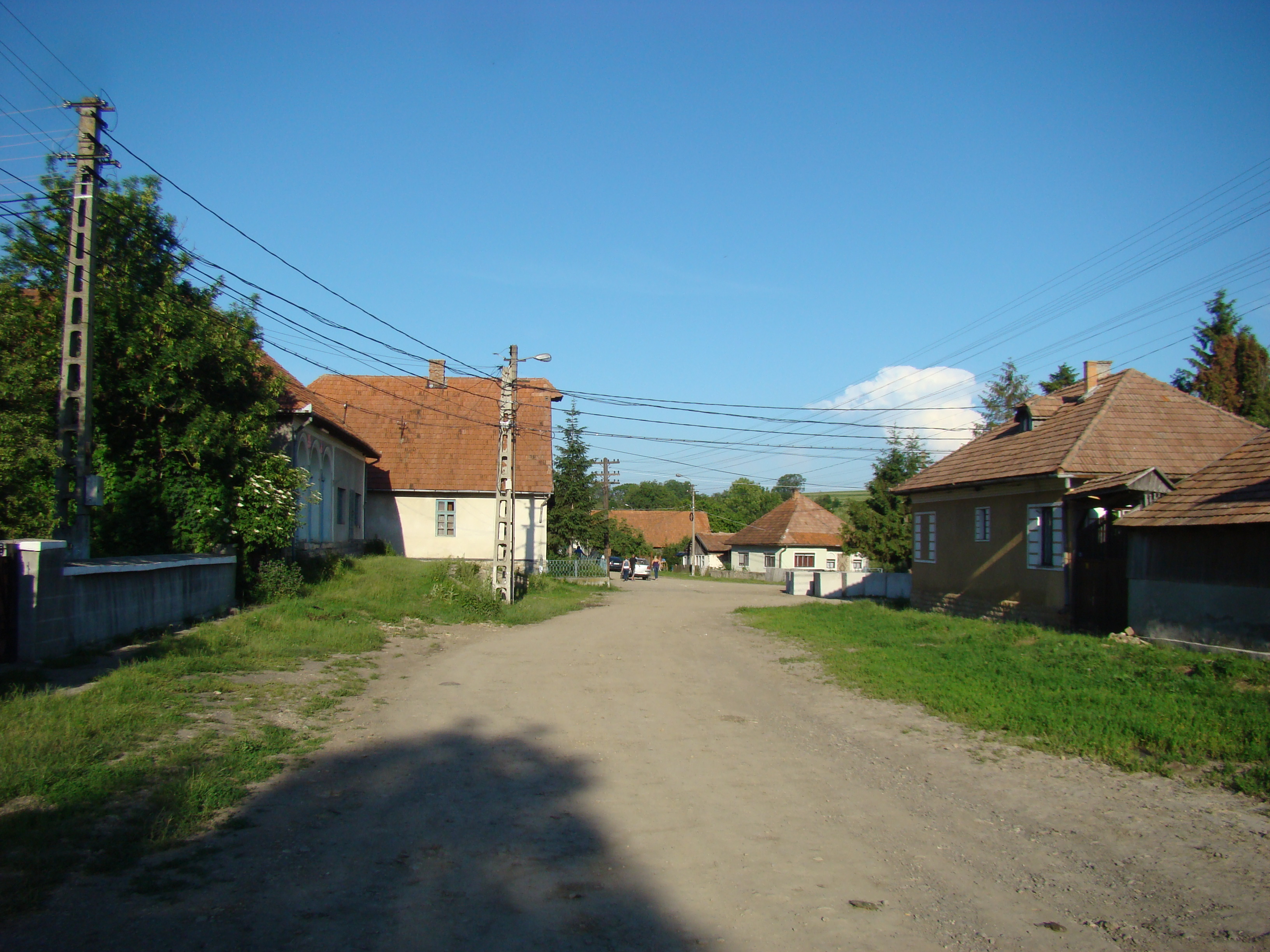
Dumbrava
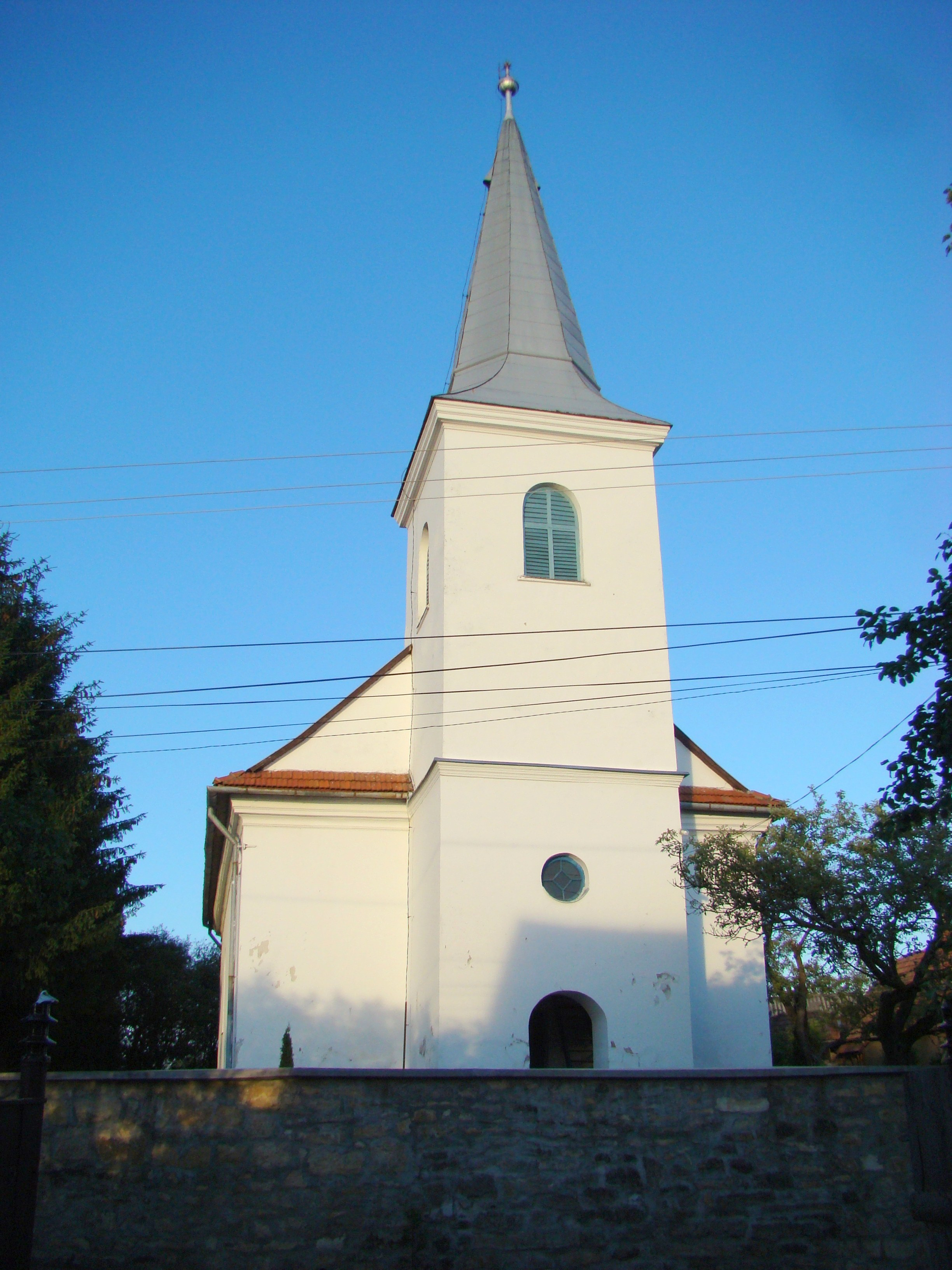
Biserica reformată din satul Dumbrava (monument istoric)
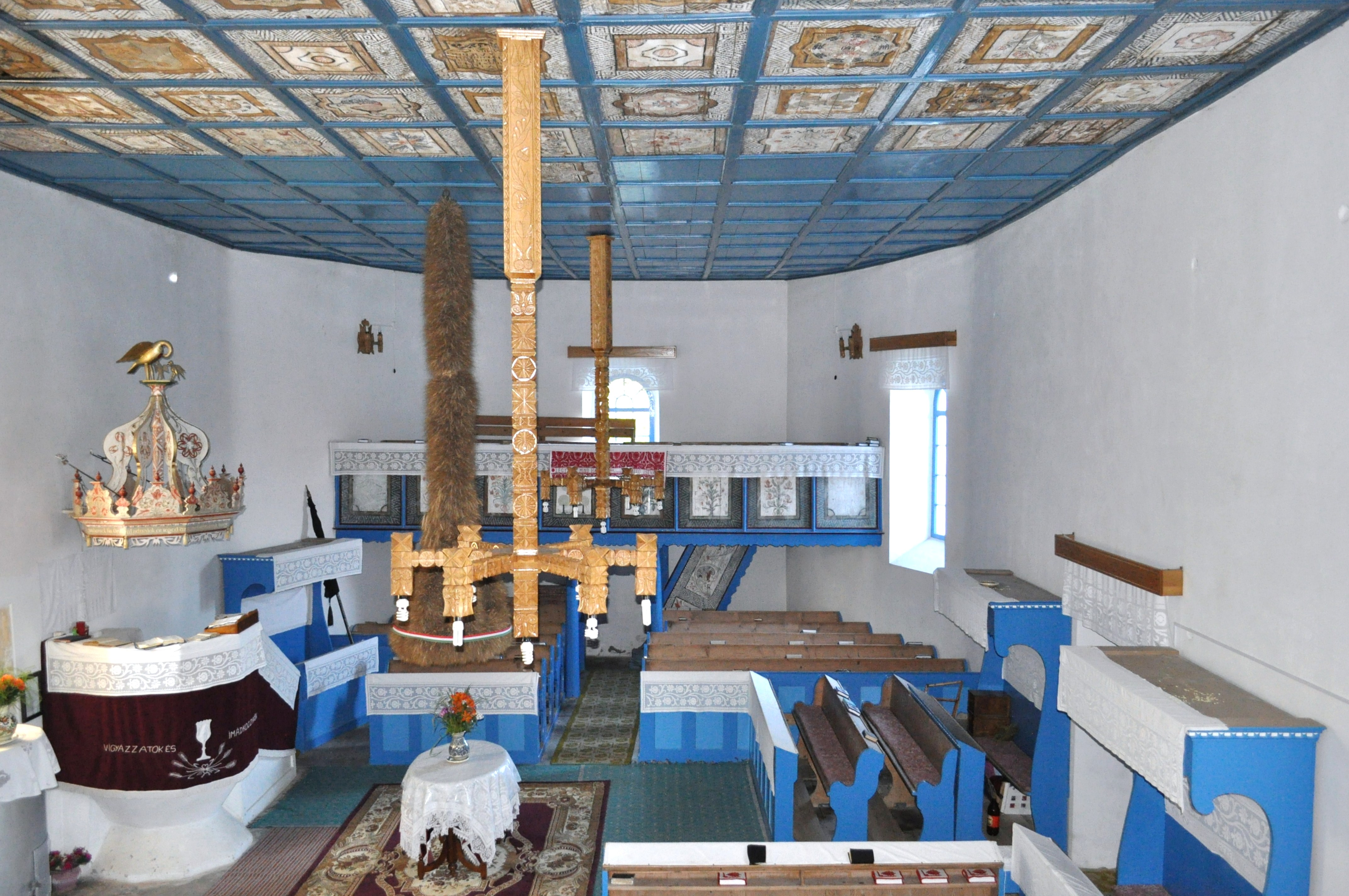
Biserica reformată din satul Dumbrava (monument istoric)
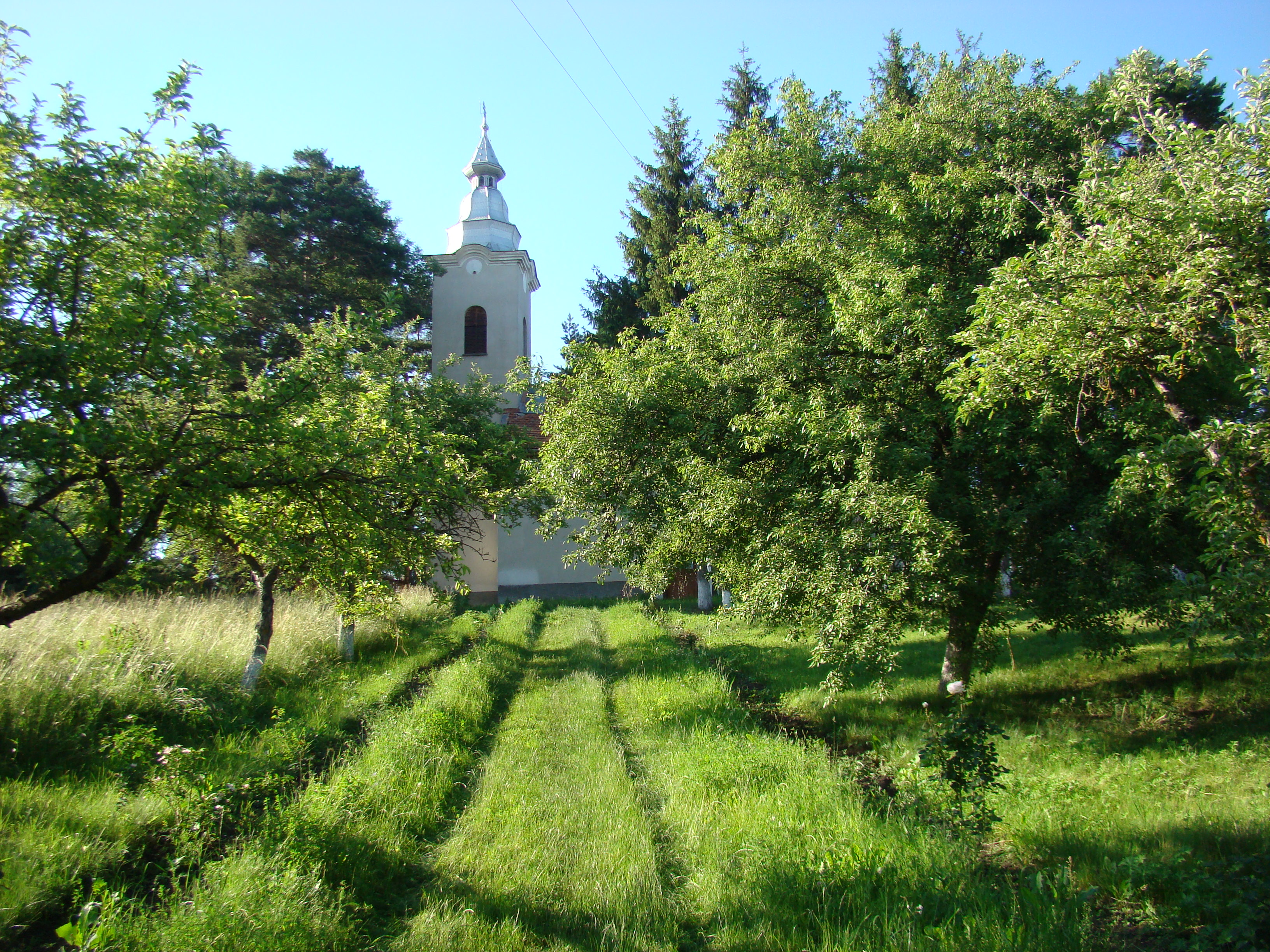
Biserica ortodoxă „Sfinții Arhangheli Mihail și Gavriil” (1926)
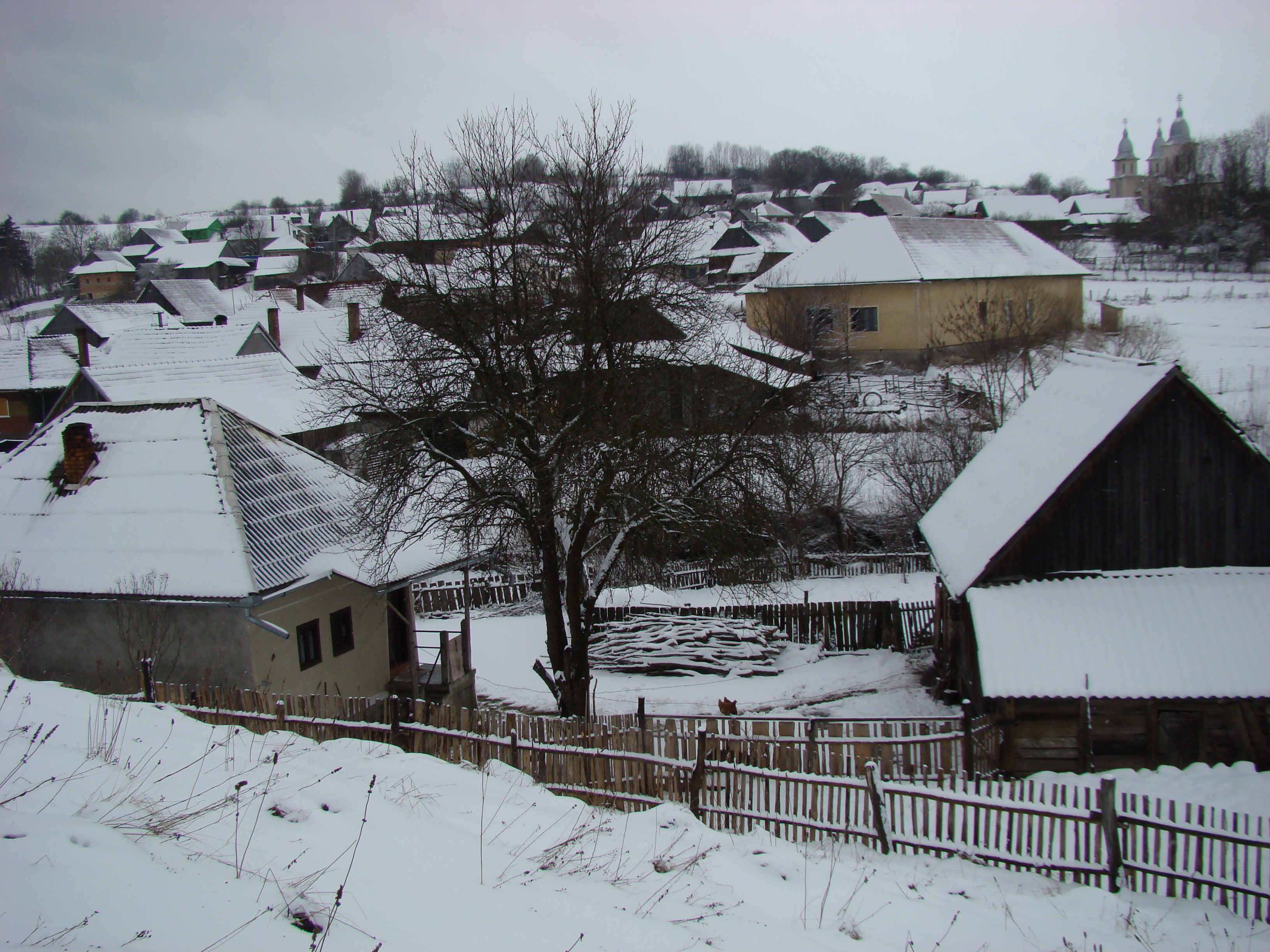
Păniceni
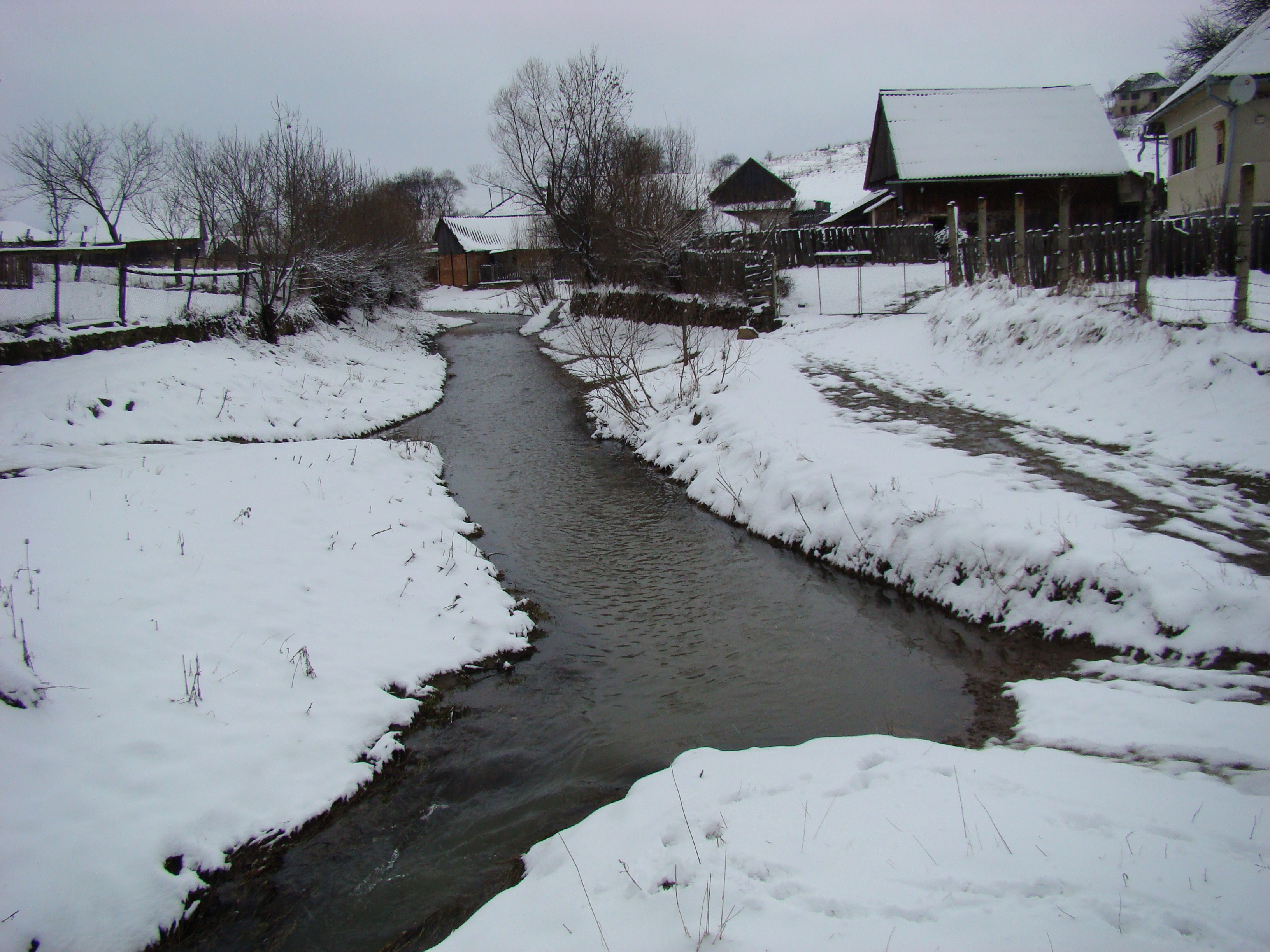
Râul Căpuș
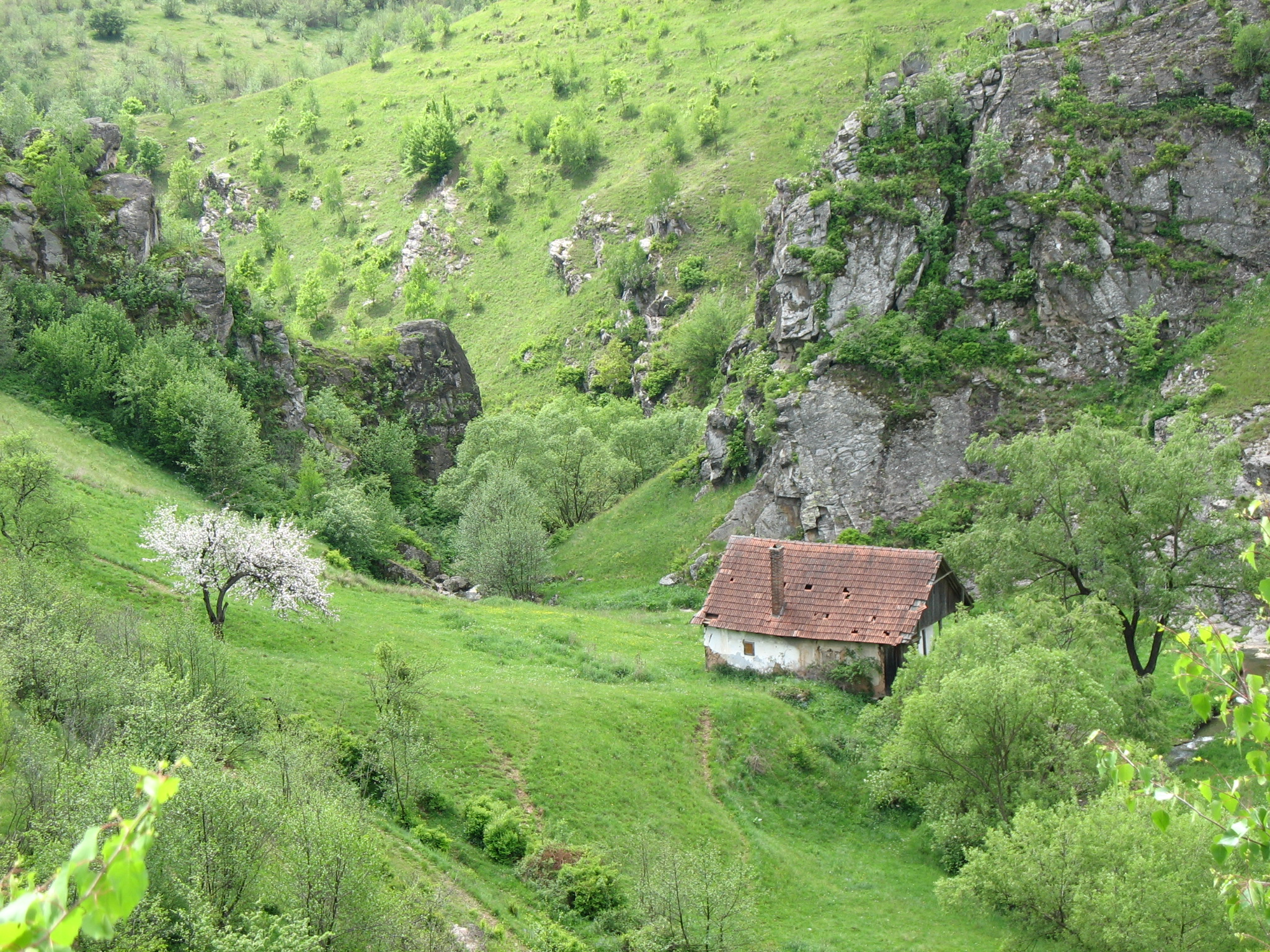
Cheile Păniceniului
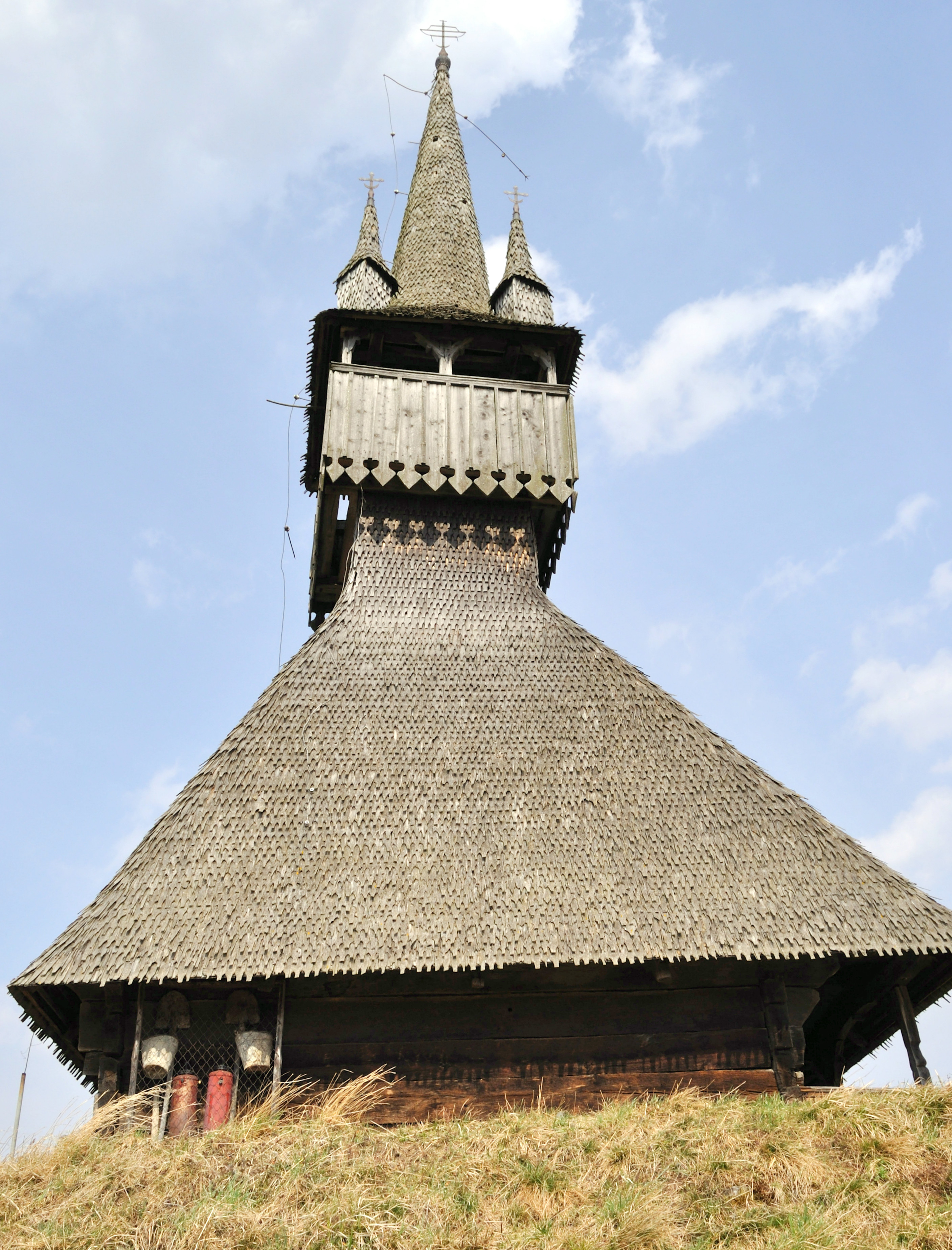
Biserica de lemn din satul Păniceni (monument istoric)
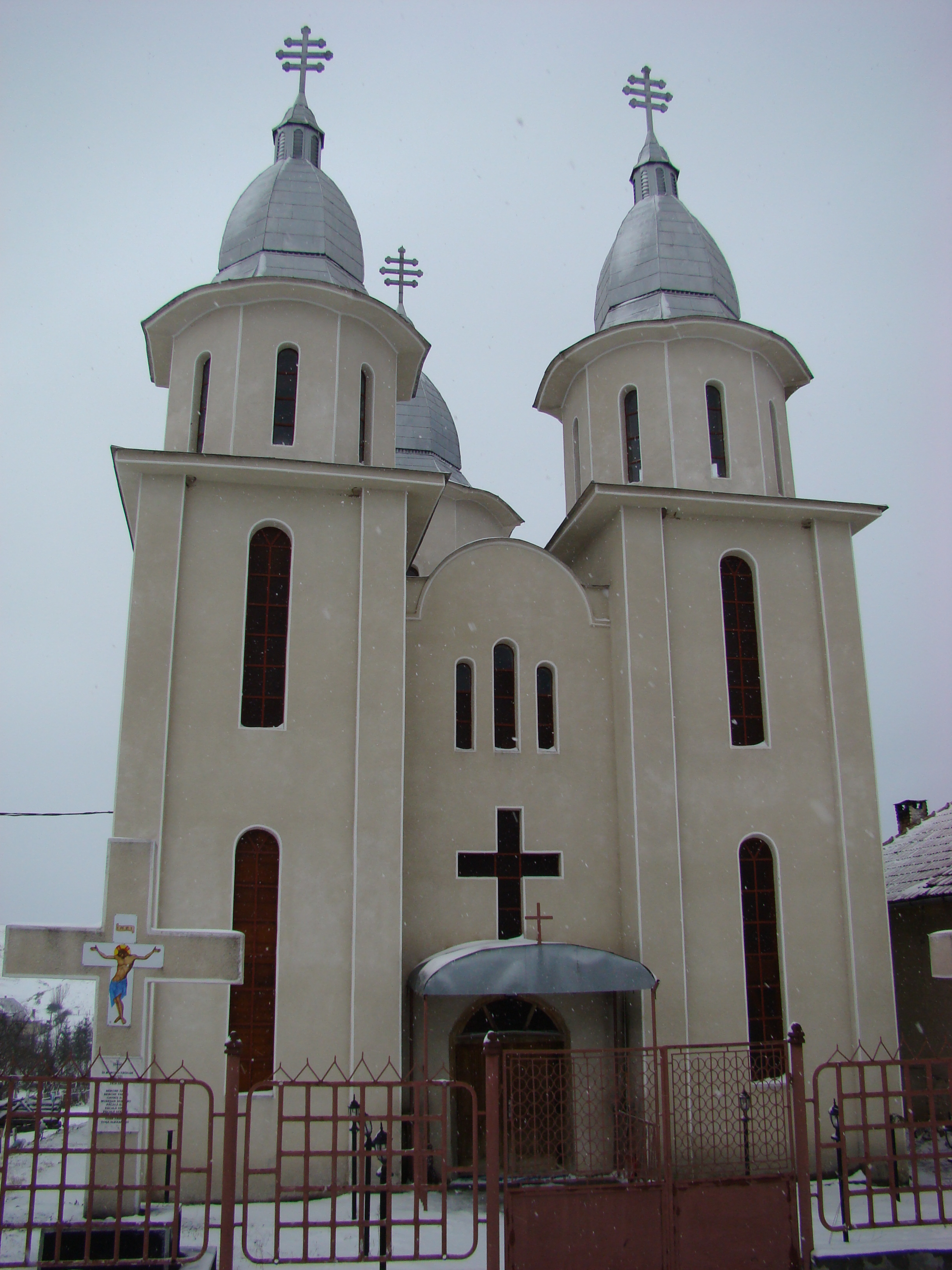
Biserica ortodoxă din satul Păniceni
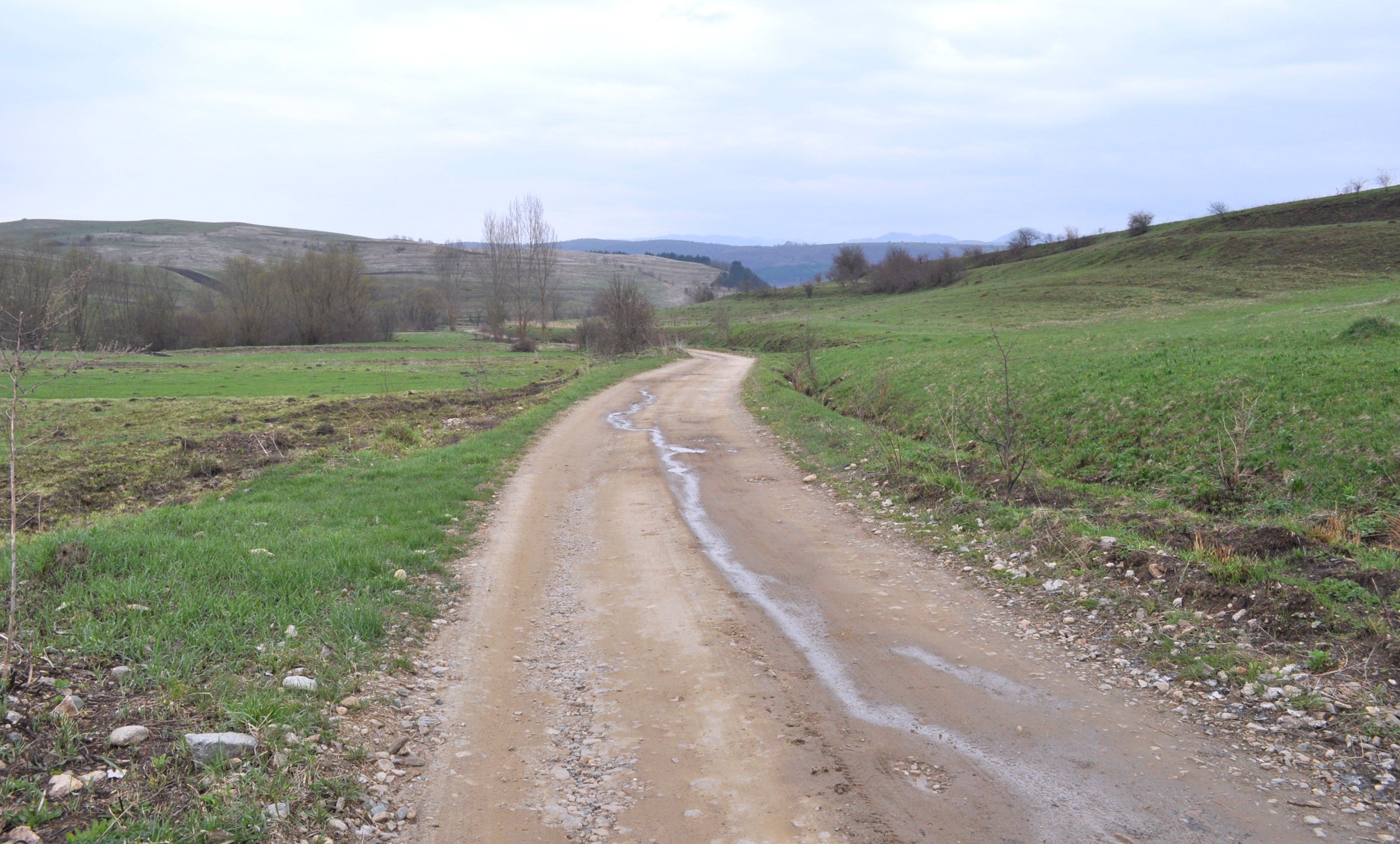
Drumul spre satul Straja
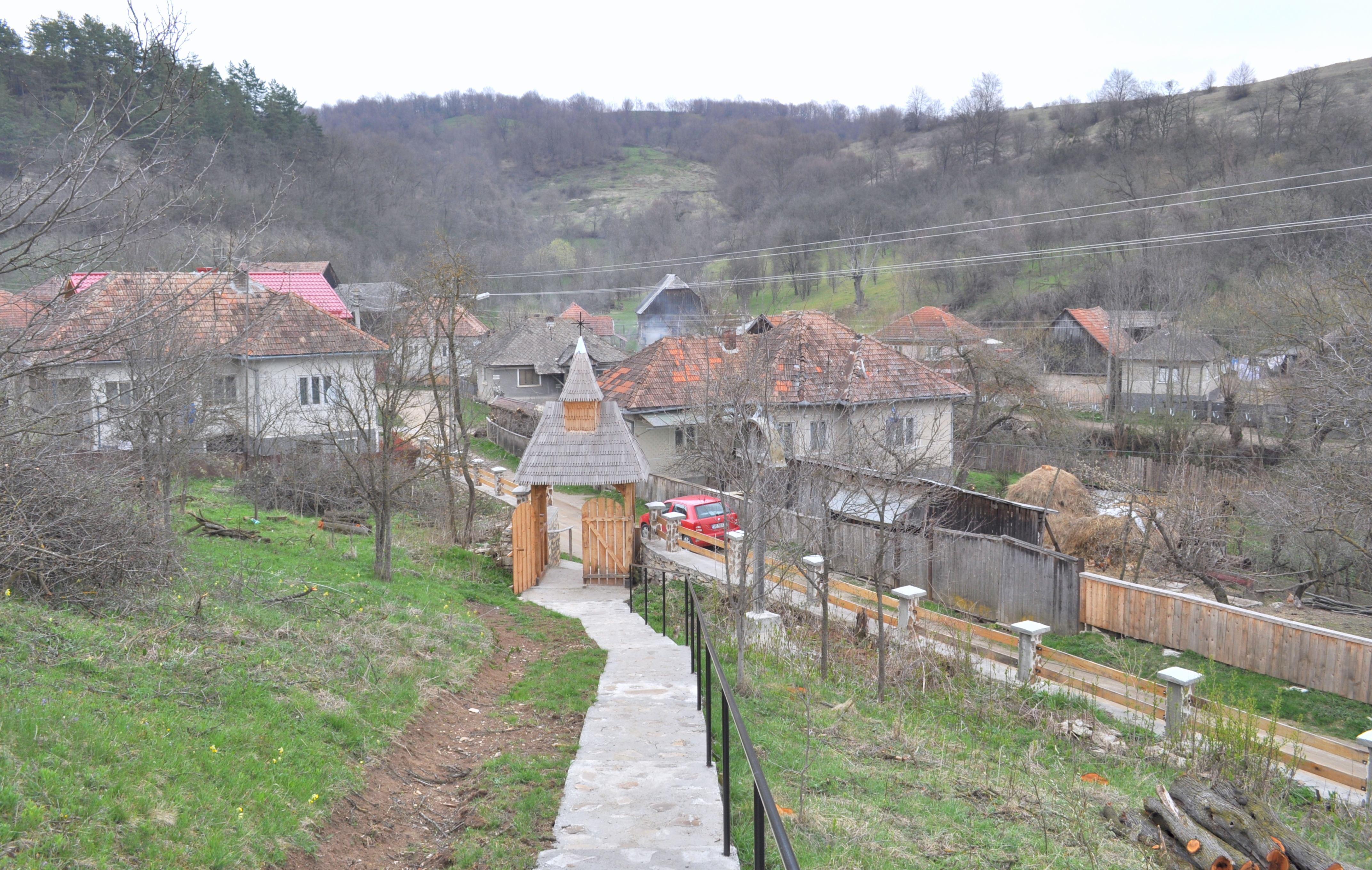
Straja
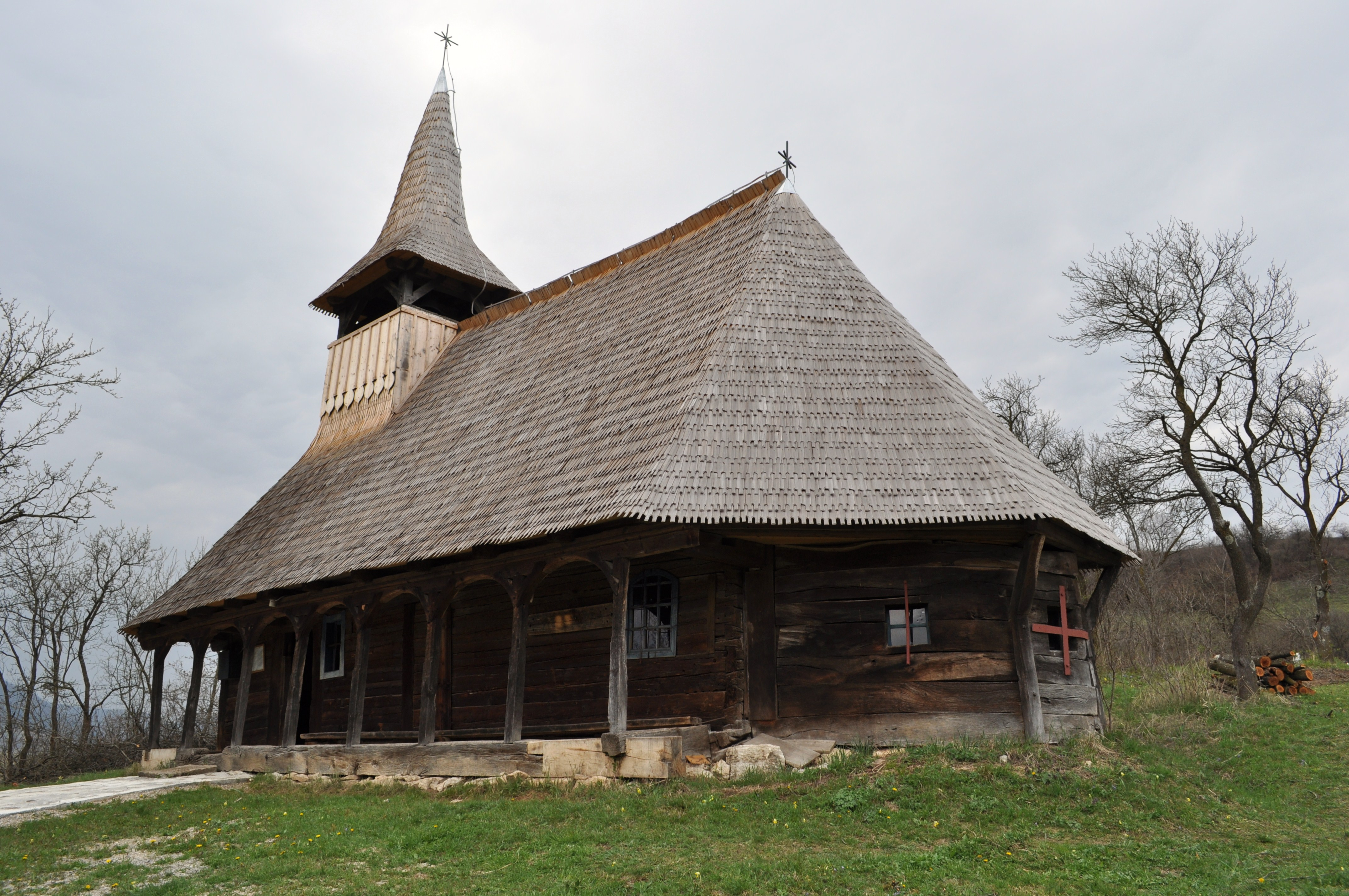
Biserica de lemn din satul Straja (monument istoric)